# South African Airways
A South African Airways (IATA: SA, ICAO: SAA, Hívójel: SPRINGBOK) a Dél-afrikai Köztársaság nemzeti légitársasága. Az 1934-ben alapított légitársaság székhelye a johannesburgi O. R. Tambo nemzetközi repülőtérnél található Airways Parkban van. A légitársaság 2006 áprilisában csatlakozott a Star Alliance légiszövetséghez, és ezzel az első afrikai légitársaság lett, amely a három nagy légiszövetség egyikéhez csatlakozott.
A légitársaság a többéves pénzügyi veszteség után 2019 decemberében egy önkéntes vállalati mentőakcióba kezdett, és a következő évben felfüggesztette a működését. 2021 júniusában a kormány bejelentette, hogy a légitársaság újjáélesztésére tett kísérletként partnerséget kötött a Takatso konzorciummal, amely 51%-os többségi részesedéssel rendelkezik. A Dél-afrikai Polgári Légiközlekedési Hatóság 2021. augusztus 4-én megerősítette, hogy a légitársaság légijármű-üzemeltetési engedélyét újra kiadták és engedélyezték a nyolc repülőgépből álló flottát.
A légitársaság 2021. szeptember 23-án újraindult, annak ellenére, hogy a magánpartnerekkel nem kötötték meg a tervezett beruházási megállapodást. A Skytrax 2021-ben a második legjobb afrikai légitársaságként ismerte el a South African Airways-t, annak ellenére, hogy 18 hónapig egyetlen menetrend szerinti járatot sem indított.

## Története
A South African Airways légitársaságot 1934-ben alapították, miután a dél-afrikai kormány felvásárolta a Union Airways légitársaságot. A légitársaságot kezdetben a South African Railways and Harbours Administration felügyelte és ellenőrizte. Az afrikai országok apartheidellenes szankciói az apartheid idején megfosztották a légitársaságot attól, hogy a repülőgépeik leszálljanak más afrikai országok repülőterein, és arra kényszerítették, hogy nagy hatótávolságú repülőgépekkel megkerülje a kontinenst. Ez idő alatt a légitársaság az afrikaans Suid-Afrikaanse Lugdiens nevet is használta, amelyet azóta a légitársaság már nem használ. 1997-ben a légitársaság megváltoztatta a nevét, az arculatát és a repülőgépeinek festését, és bevezette az online jegyértékesítési rendszert. 2006-ban a South African Airways kivált az anyavállalatából, a Transnetből, és azóta egy független légitársaságként működik. Továbbra is a Dél-afrikai Köztársaság egyik legnagyobb állami tulajdonú vállalata. A légitársaság tulajdonában volt a Mango, egy belföldi fapados légitársaság, és kapcsolatokat alakított ki az Airlinkkel és a South African Express-szel. Tagja a Star Alliance légiszövetségnek.

### Megalakulás és kezdeti évek

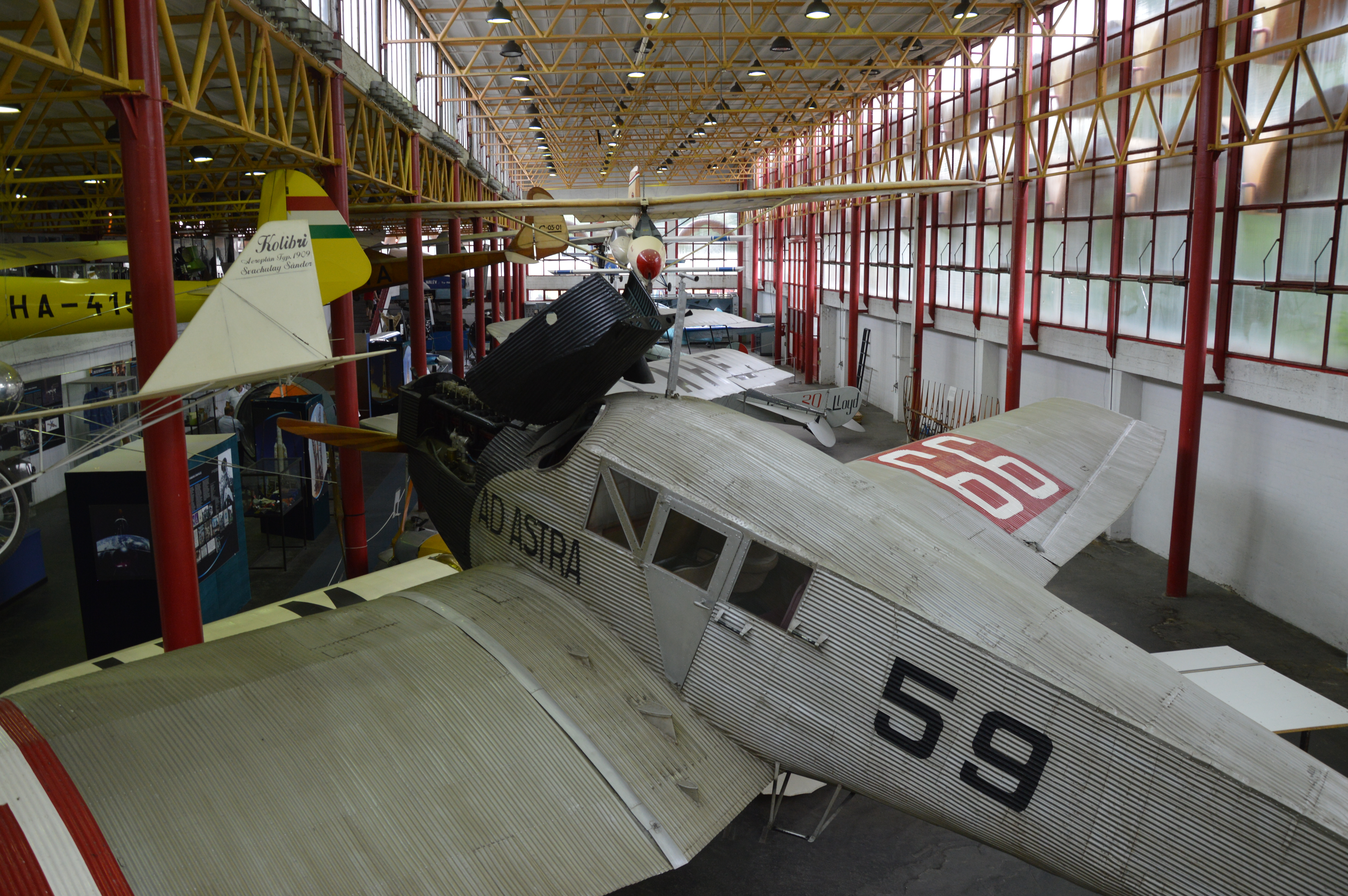
Egy Junkers F 13-as repülőgép.

A South African Airways 1934. február 1-jén alakult meg, miután a dél-afrikai kormány felvásárolta a Union Airwayst. A személyzet negyven tagját, valamint egy de Havilland DH.60 Gypsy Moth, egy de Havilland DH.80A Puss Moth, három Junkers F 13-as, egy bérelt Junkers F 13-as és egy Junkers A50-es repülőgépet szerzett meg a légitársaság. A felvásárlás után a kormány South African Airways-re változtatta a légitársaság nevét. Ezután a Transnet irányítása alá került. Charterjáratokat még abban az évben elkezdtek üzemeltetni. A következő év február 1-jén a vállalat felvásárolta a Suidwes Lugdiens/South West Airways (ma Air Namibia) légitársaságot, amely 1932 óta heti rendszerességgel üzemeltetett postajáratot Windhoek és Kimberley között. Ebben az időszakban a légitársaság három Junkers Ju 52/3m típusú repülőgépet rendelt, amelyeket 1934 októberében szállítottak le, és 10 nappal később álltak szolgálatba. Ezek a repülőgépek 14 utas és egy négyfős személyzet szállítására voltak alkalmasak. Lehetővé tették a heti háromszor járatokat indítsanak Durban és Johannesburg között és hetente járatokat indítsanak a Durban-East London-Gqeberha-George/Mossel Bay-Fokváros útvonalon. A következő év júliusától heti rendszerességgel indult járat a Germiston-Kimberley-Beaufort West-Fokváros útvonalon. 1936 áprilisában a Germiston és Fokváros között közlekedő járatokat az Imperial Airways vette át. Nem sokkal később egy negyedik Ju 52/3m repülőgép is csatlakozott a flottához.
További tíz Ju 52/3m repülőgépre, valamint tizennyolc Junkers Ju 86-osra és hét Airspeed Envoyra (négy a légitársaság és három a Dél-afrikai Légierő számára) adtak le rendelést. Ezzel a Ju 52-esek száma tizennégyre emelkedett a flottában, bár három régebbi repülőgépet már eladtak, amikor az újabb Ju 52-esek kiszállítása elkezdődött. A légitársaság ebben az időszakban gyors fejlődésnek indult, de ekkor volt az első balesete is; az egyik újonnan leszállított Ju 52-es 1937 júliusában a Rand repülőtérről való felszállás után lezuhant, és a baleset a jelentések szerint egy halálos áldozatot követelt. 1934. február 1-től a második világháború kezdetéig az vállalat 118 822 utast, 3278 tonna légi postát, 248 tonna árut szállított és 418 alkalmazottja volt. 1940. május 24-én minden járatot felfüggesztettek.

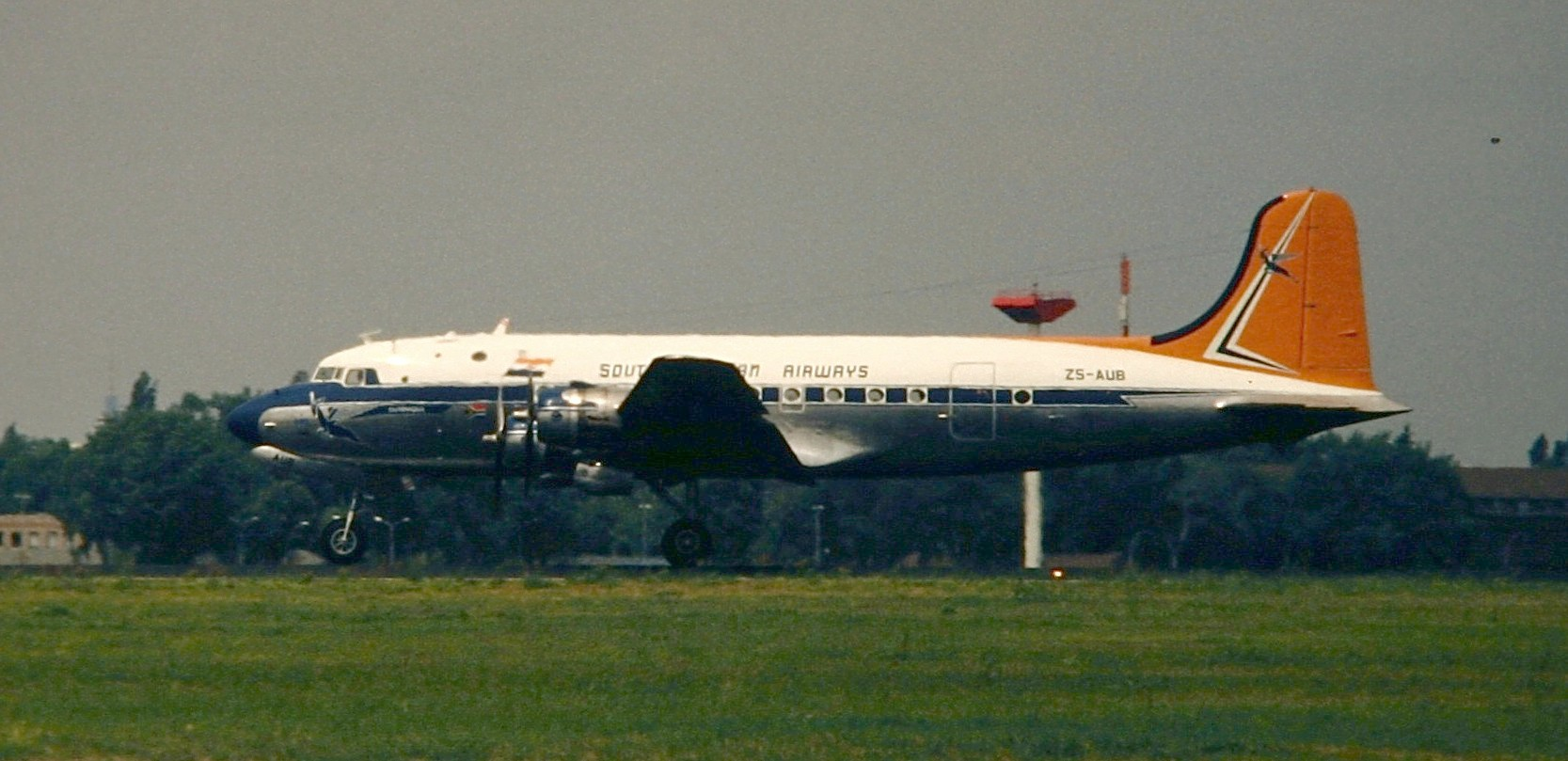
A Douglas DC–4-es repülőgépet 1946 májusában mutatta be a légitársaság.

A háborút követően újra elkezdték növelni a járatsűrűséget és több útvonalat nyitottak, ami szükségessé tette a Dél-afrikai Légierő három Airspeed Envoy típusú repülőgépének utasszállítóvá alakítását. Ezek a repülőgépek alkalmatlannak bizonyultak utas- és teherszállításra, és a Junkers Ju 86-osok megérkezése után visszakerültek a légierőhöz. Az 1930-as években a vállalat fő repülőgéptípusa a Junkers Ju 52 volt. Az 1930-as években használt egyéb típusok között volt tizennyolc Junkers Ju 86-os is, amelyek 1937-től kezdve teljesítettek szolgálatot.
A lassú növekedés az 1940-es években is folytatódott, bár a második világháború idejére a légitársaság gyakorlatilag leállt. 1944-ben az South African Airways 28 darab Lockheed Lodestart kezdett üzemeltetni, hogy újraindítsa a belföldi járatait. Ezeket 1955-ben nyugdíjazták.

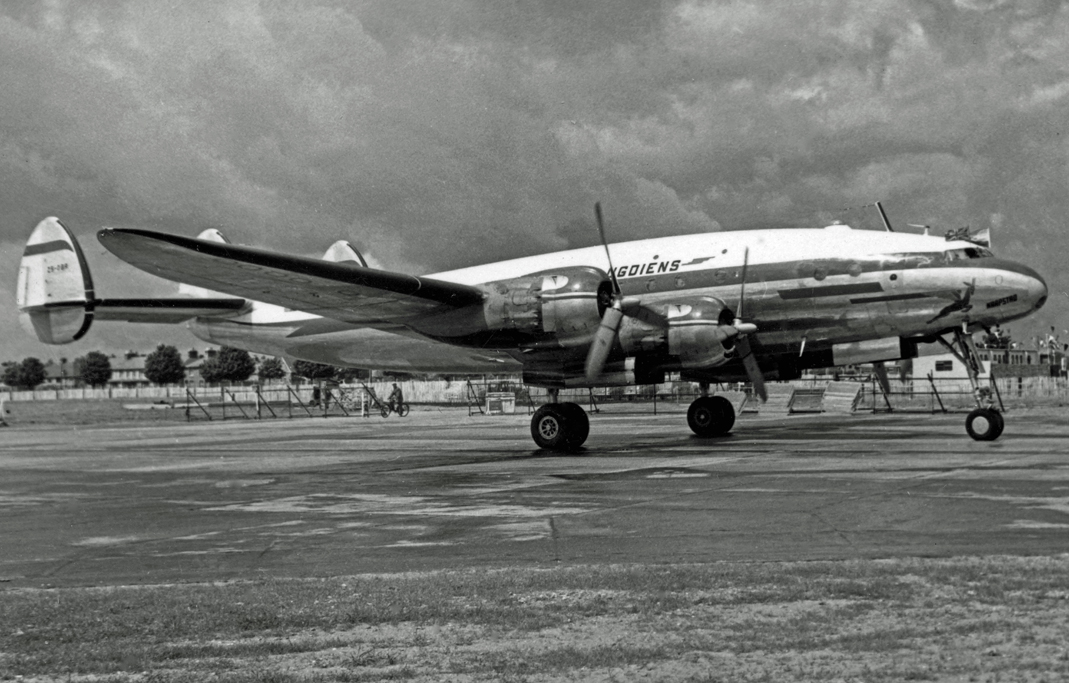
A South African Airways egy Lockheed Constellation típusú repülőgépe a London-Heathrow-i repülőtéren 1953-ban.

1945. november 10-én a légitársaság elérte a vállalat egyik régi célját, amikor a Johannesburg melletti Palmietfonteini repülőtérről induló hosszú repülés után a légitársaság egyik Avro York típusú repülőgépe leszállt az angliai Bournemouthban. Ezeket 1946-tól a Douglas DC–4-es váltotta fel, amelyet 1950-ben a Lockheed Constellation váltott fel a nemzetközi útvonalakon

### Növekedés: 1946–1952
1945. november 10-én a légitársaság elindította első interkontinentális járatát, Springbok Service néven. A vállalat egy Avro York típusú repülőgéppel üzemeltette a három napos járatot, amely a Johannesburg-Nairobi-Kartúm-Kairó-Tripoli-Bournemouth útvonalon működött. Kezdetben heti egyszer indítottak járatot az útvonalon, de ezt később a nagy utasigény miatt heti hat alkalomra emelték. A Douglas DC–4 Skymaster típusú repülőgépet 1946 májusában mutatta be a légitársaság Johannesburg és Fokváros között, ami egybeesett a Douglas DC–3-as bevezetésével a Johannesburg-Durban útvonalon.
1946-tól a szállított utasok és áru mennyisége növekedett, a South African Airways flottájának és személyzetének méretével együtt. Ahogy a DC–4-esek megérkeztek, az Avro York típusú repülőgépeket visszaküldték a BOAC-hoz.
A légiutas kísérőket 1946 szeptemberében vezették be: először a belföldi járatokon, majd a Springbok Service járaton. A két de Havilland Dove-ot az év végén mutatták be; ezeket a repülőgépeket rövid ideig belföldi járatokon használták, majd néhány éven belül eladták őket. A 28 üléses Vickers Viking rövid ideig szolgált a légitársaság flottájában, mielőtt eladták a British European Airwaysnek.
A Palmietfonteini repülőtér 1948-ban váltotta fel a Rand repülőteret a légitársaság központjaként. 1948 júniusában az South African Airways elkezdett filmeket vetíteni a Skymaster repülőgépeinek fedélzetén. A vállalat 1950 augusztusában kapta meg az első túlnyomásos repülőgépeit, négy Lockheed Constellationt. Menetrend szerinti járatot biztosítottak a London-Heathrow-i repülőtérre. Kezdetben a Johannesburgból induló járat Nairobin, Kartúmon és Rómán keresztül haladt. A Constellation nagyobb sebessége és nagyobb hatótávolsága kevesebb megállót tett lehetővé, és jelentősen csökkentette a Londonba tartó repülőút idejét.

### A sugárhajtású korszak: 1953–1973
A sugárhajtású repülőgépek kora 1952. május 3-án érkezett meg Dél-Afrikába, amikor a BOAC egy de Havilland Comet repülőgépe érkezett Johannesburgba, miután egy 24 órás út után és öt üzemanyag-utántöltés miatti megállóval később megérkezett Angliából. A South African Airways két Comet típusú repülőgépet bérelt a brit légitársaságtól 1953. október 4-én, amikor a G-ANAV lajstromú de Havilland Comet elindult Londonból Johannesburgba. Ugyanezen a napon vezették be a turista osztályt a Springbok Service útvonalon használt 58 üléses Lockheed Constellation repülőgépen. A két bérelt repülőgép egyaránt viselte a BOAC és a South African Airways nevét és logóját, de dél-afrikai személyzet szolgált rajtuk.
1956-ban a Suid-Afrikaanse Lugdiens bemutatta a Douglas DC-7B-t, amely képes volt nagy hatótávolságú üzemeltetésre, és akkoriban a világ leggyorsabb dugattyús motoros utasszállító repülőgépe volt. A vállalat kihasználta a repülőgép teljesítményét, és Johannesburg és London között állította forgalomba. A teljesítményének köszönhetően az út alatt csak egyszer, Kartúmban kellett leszállnia a repülőgépnek. Ez a járat az East Coast Express név alatt működött, és 21 órát vett igénybe, szemben a BOAC első Comet-járatával, amely 24 óra volt. Ez a járat később a West Coast Express nevet kapta, miután a kartúmi megállót áthelyezték a nigériai Kanóba, aminek köszönhetően az út már csak 18 óra volt. A kéthetente közlekedő Wallaby nevezetű járat Johannesburg-Mauritius-Kókusz-szigetek-Perth, Ausztrália útvonalon közlekedett és 1957 novemberében indult.

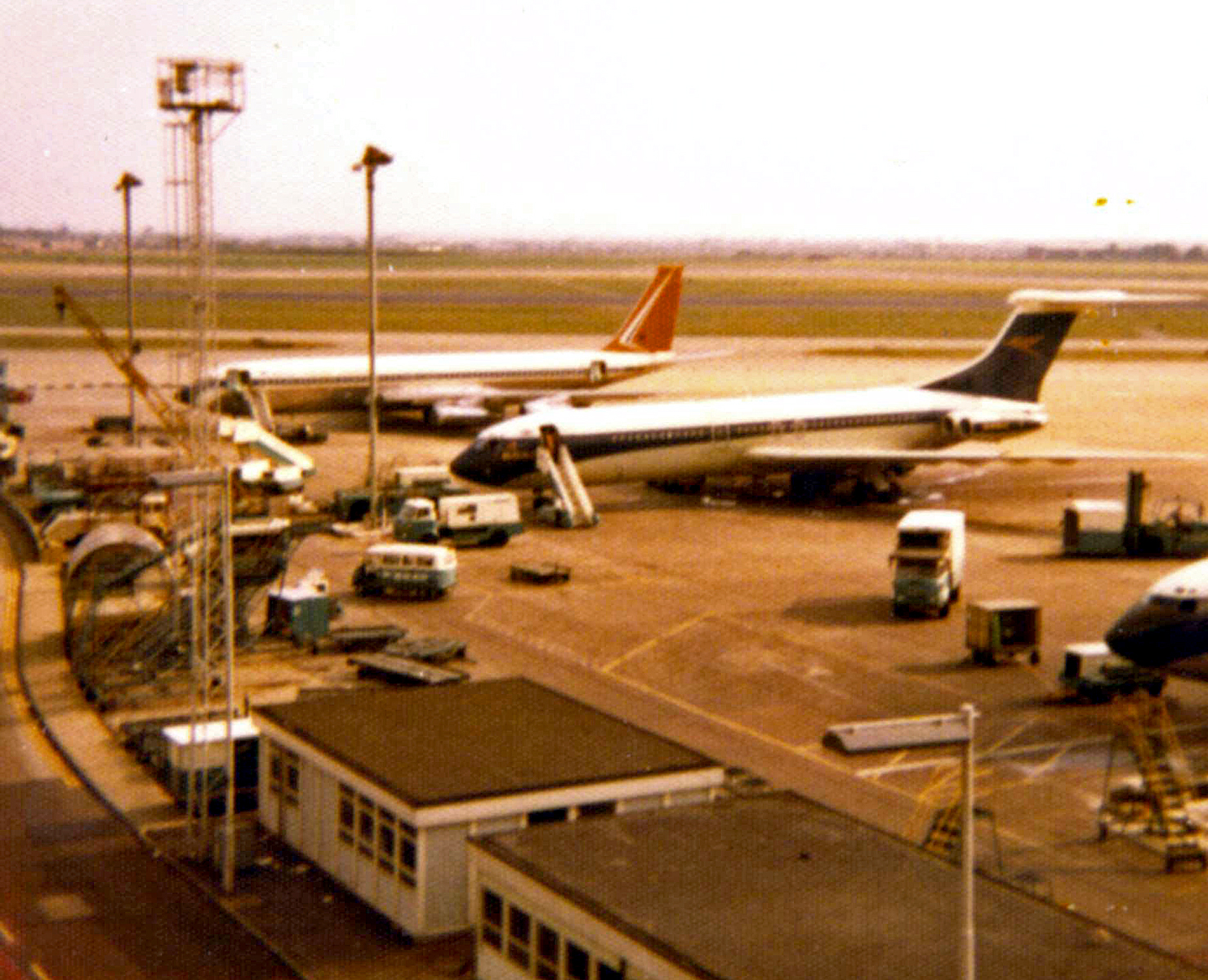
A South African Airways egyik Boeing 707-es repülőgépe áll a BOAC Vickers VC10 típusú repülőgépe mellett a London-Heathrow-i repülőtéren 1977-ben.

Miután a South African Airways és más légitársaságok Comet típusú repülőgépei több súlyosabb balesetet szenvedtek, a légitársaság 1958. február 21-én három Boeing 707-320 Intercontinentalt rendelt, amelyek közül az elsőt 1960. július 1-jén szállították le. Három hónappal az érkezése után, 1960. október 1-jén a Boeing 707-es repülőgépet a légitársaság zászlóshajó járatán, a Springbok Service-en állították szolgálatba, 13 órára csökkentve a Londonba tartó repülési időt. A Boeing 707-es repülőgéppel jött további változások közé tartozott a repülőgépek festésének változása, amely alapján a vezérsíkot narancssárga alapon kék és fehér jelzésekkel látták el. 1967-ben egy 707-es váltotta fel a DC-7B-t a Wallaby útvonalon; a Kókusz-szigeteken már nem állt meg, és Sydney lett a végállomás. A Rio de Janeirón keresztül New Yorkba közlekedő járatok 1969. február 23-án indultak egy Boeing 707-es repülőgéppel. Az South African Airways első 707-ese 1961 októberében szállt le Európában, egy kilencórás út után Athénban.

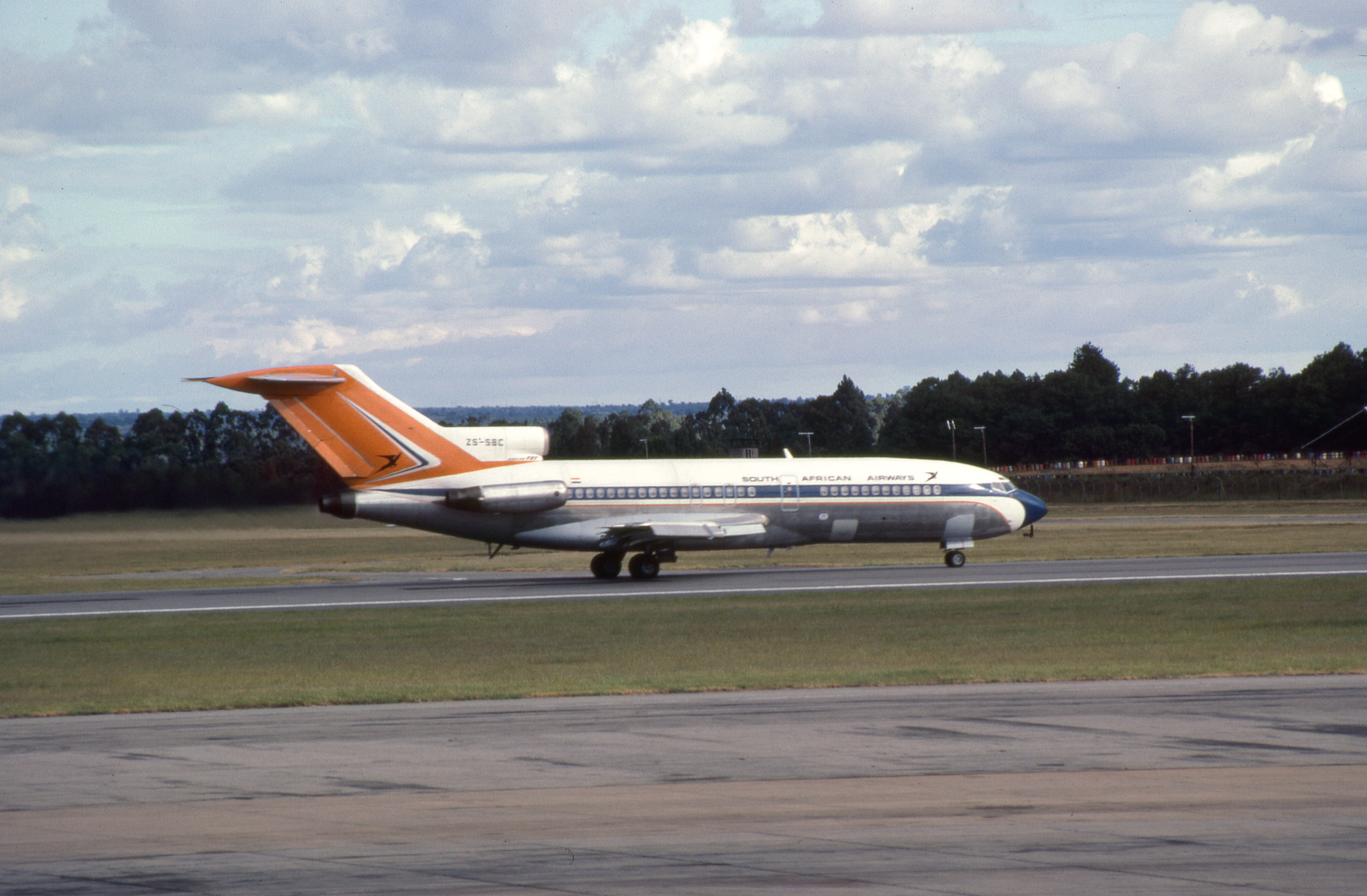
A South African Airways egyik Boeing 727-es repülőgépe.

A repülőgépek egy olyan időszakban érkeztek, amikor a legtöbb afrikai ország, kivéve a Dél-afrikai Köztársaság szomszédjait, megtagadta a dél-afrikai légitársaságoktól a légtérhasználatot, ami hosszú kerülő utakat tett szükségessé. 1967-ben a Skymaster, Constellation és DC-7B típusú repülőgépeket nyugdíjazták, helyükre a következő évben a Boeing 727-es típusú repülőgépek kerültek, amely kiegészítette a Boeing 707-eseket. A 727-es választása azon célállomások földrajzi elhelyezkedésén alapult, ahová a gép repülni fog; Johannesburg például 1694 méter magasan fekszik és forró éghajlaton, ahol a 727-es szárnyai és egyéb műszaki képességei lehetővé teszik, hogy ilyen repülőtereken le- és felszálljon.

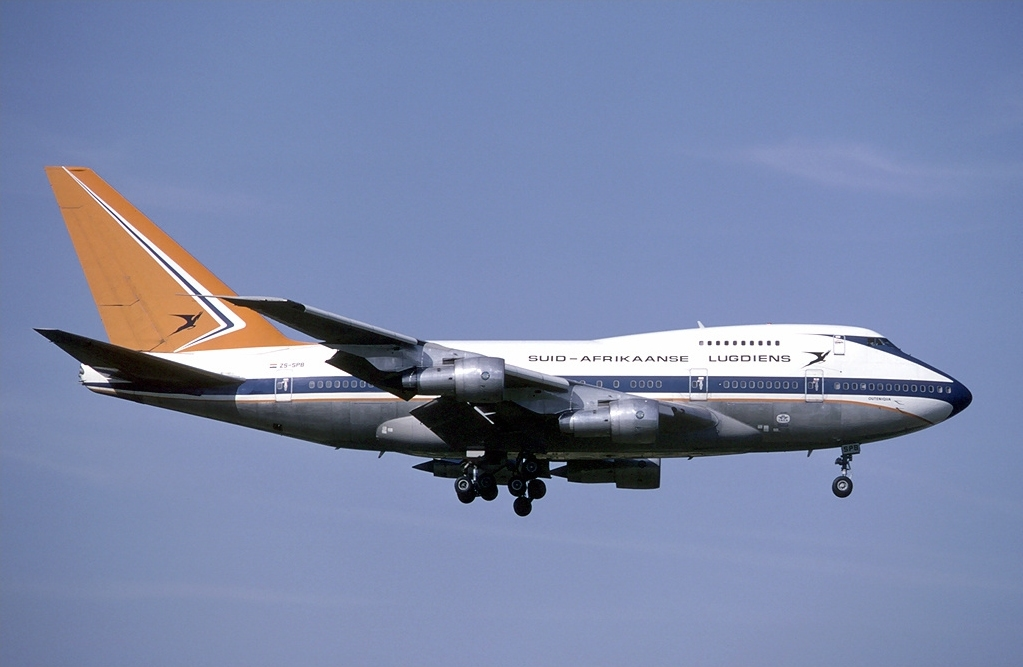
A South African Airways egyik Boeing 747SP típusú repülőgépe leszállás közben Zürichben 1983-ban.

1968. március 13-án a vállalat öt Boeing 747-200B-t rendelt. Az elsőt, ami a Lebombo becenevet kapta 1971. október 22-én szállították le egy Seattle-ből induló, három megállásos repülés után. Decemberben helyezték forgalomba, és nagyon népszerűnek bizonyult. A légitársaság végül 23 vadonatúj "Jumbo Jet"-et üzemeltetett, köztük a Boeing 747-200M (először 1980-ban szállították le), -300 (1983-ban kapták meg az elsőt), -400, és a nagy hatótávolságú Boeing 747SP-t, amelyből az elsőt 1976. március 18-19-én szállítottak le egy nonstop járat keretében Everettből Fokvárosba. A 747SP-t különösen azért szerezték be, hogy a nagy hatótávolságú képességeit kihasználják, mivel számos ország megtagadta a légitársaságtól a légterük használatát, és hogy a 747-200-as számára alkalmatlan útvonalakon üzemeltessék. Hat darabot szállítottak le 1976. március 19-től kezdődően. Ahogy a 747-es szolgálatba állt, a légitársaság a kisebb repülőgépeit, a 707-eseket átalakította egy vegyes utas és teherszállító repülőgéppé és növelte az üléssűrűséget. A South African Airways az összes Vickers Viscountját 1972 márciusára eladta, miután Boeing 737-esekre cserélte őket.

### Terjeszkedés: 1974–1983
A légitársaság 1974 júniusában egy Boeing 707-es repülőgéppel útvonalat nyitott Ázsiába, pontosabban Hongkongba, egy seychelle-szigeteki megállóval. 1980-ban a vállalat egy Boeing 747SP-vel nonstop járatot indított Tajpejbe; és a hongkongi járatnál a Seychelle-szigetek helyett Mauritiuson állt meg a repülőgép. A Dél-afrikai Köztársaság a világ azon kevés országai közé tartozott, amelyek a tajvani kormányt tartották Kína hivatalos kormányának.
Mivel néhány afrikai ország megtagadta a légitársaságtól a légterük használatát, a vállalat nyugatról kerülte meg Afrikát, általában a Zöld-foki Köztársaság érintésével, ami egy közel 3000 kilométeres kerülőút volt. Egy másik kerülőút Tel-Avivon keresztül vezetett, amely viszont megduplázta a távolságot és a repülési időt. Az európai légitársaságok Dél-Afrikába repülve átrepülhettek Afrika felett, általában egy nairobi leszállással, később pedig nonstop.
1980. december 26-án indult el az utolsó South African Airways Boeing 707-es járat Párizs és Johannesburg között. A repülőgép landolásával befejeződött a Boeing 707-es 20 éves pályafutása a légitársaságnál. A négyhajtóműves repülőgépet a világ első széles törzsű, kéthajtóműves repülőgépe, az Airbus A300 váltotta fel, amely 1976-ban állt forgalomba. A 727-eseket 1983-ra kivonták a forgalomból, helyükre a gazdaságosabb Boeing 737-esek kerültek. Amikor az országok visszavonták a leszállási jogait a South African Airways-nek, a légitársaság Kanadának, Mauritiusnak, Brazíliának, Marokkónak és Luxemburgnak kölcsönözte repülőgépeit és személyzetét.

### Az apartheid hatása: 1984–1996
Az apartheiddel szembeni nemzetközi ellenállás miatt az 1980-as években számos támadás érte a légitársaság irodáit. A Hararéban a vállalat irodái súlyosan megrongálódtak, miután a tüntetők megrongálták az épületet.
Az Egyesült Államok 1986-os átfogó apartheidellenes törvénye megtiltotta a dél-afrikai tulajdonú légitársaságoknak, köztük az South African Airways-nak, hogy járatokat indítsanak az USA-ba. 1987-ben a légitársaság az ausztráliai Perth-be és Sydneybe irányuló járatait leállította, mivel az ausztrál kormány ellenezte az apartheidet. A Dél-afrikai Légiközlekedési Múzeum Egyesület megnyitotta kapuit a Jan Smuts nemzetközi repülőtéren (amelyet 2006-ban O. R. Tambo nemzetközi repülőtérre kereszteltek át). A szervezetet a South African Airways alkalmazottai és további külső felek hozták létre azzal a céllal, hogy megőrizzék a dél-afrikai repülés történetét, különösen magát a légitársaságot. A vállalat, amelynek a központja a germistoni Rand repülőtéren van, a CASA 352L felújítása után alakult. Azóta számos repülőgép csatlakozott az Dél-afrikai Légiközlekedési Múzeum Egyesület dél-afrikai repüléssel kapcsolatos gyűjteményéhez.
Az apartheid 1990-es megszűnésével a vállalat járatokat indított korábbi és új afrikai és ázsiai célállomásokra. 1990. június 1-jén a dél-afrikai vállalatok aláírták a belföldi légi közlekedés liberalizációjáról szóló törvényt. 1991 novemberében indultak újra a járatok a New York-i John Fitzgerald Kennedy nemzetközi repülőtérre, és szeptember 8-án a légitársaság repülőgépei először repülhettek át Egyiptom és Szudán felett. A légitársaság ugyanebben az évben június 1-jén járatokat indított Milánóba, és az év folyamán újraindította az athéni járatát. Az Aeroflot légitársasággal egy interline szerződést is aláírtak.

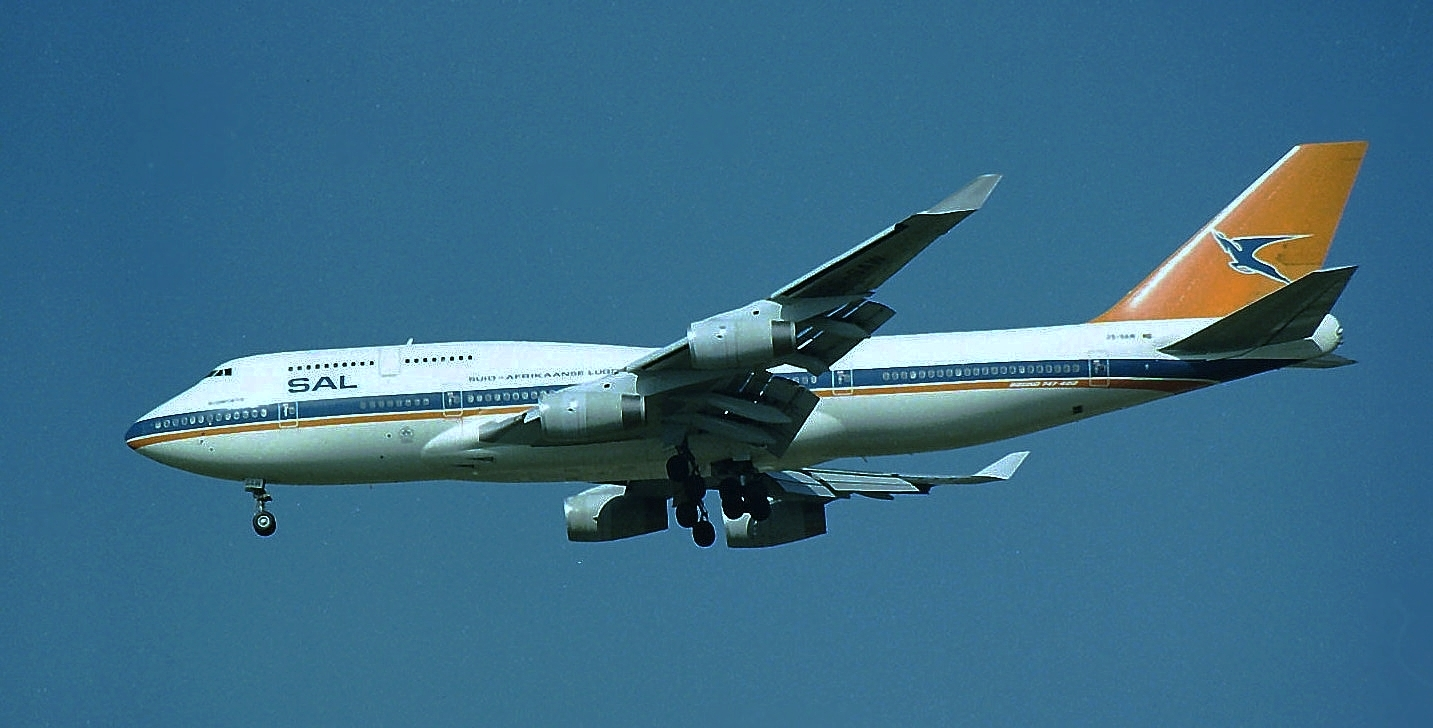
A South African Airways egyik Boeing 747-400-asa 1992-ben (a Suid-Afrikaanse Lugdiens, röviden SAL a légitársaság korábbi neve)

A South African Airways első Boeing 747-400-asa a nyolcból 1991. január 19-én érkezett meg a Dél-afrikai Köztársaságba és a repülőgépnek a Durban nevet adták. A rendelés szokatlan volt abban a tekintetben, hogy két különböző fajtájú hajtóművel rendelkező repülőgépeket rendeltek. Hat darab Rolls-Royce RB211-524H hajtóműves repülőgépet rendeltek; míg a másik kettő, amely a Philippine Airlines teljesítetlen megrendelésének része volt, General Electric CF6-80C2B5F típusú hajtóművekkel volt felszerelve. A szárnyvégek, a szerkezeti változtatások és az üzemanyag-takarékos hajtóművek lehetővé tették, hogy ezek a repülőgépek megállás nélkül repüljenek Dél-Afrikából az Egyesült Államok keleti partvidékére. A Boeing legújabb 747-esének érkezése talán háttérbe helyezte a tényt, hogy az South African Airways akkor vásárolta meg a világ első kereskedelmi célú fly-by-wire repülőgépét, az Airbus A320-ast, azzal a céllal, hogy fejlessze és javítsa az országon belüli és a regionális járatainak a minőségét. A vállalat első Boeing 767-esei 1993 augusztusában érkeztek, és afrikai, dél-európai és közel-keleti útvonalakon repültek. Tíz éven belül nyugdíjazták őket.
1992 folyamán a South African Airways elindított egy nonstop járatot Fokváros és Miami között egy Boeing 747-400-as repülőgéppel, és újra járatokat indított Ausztráliába, pontosabban Perth-be és Sydney-be. Ebben az évben a vállalat helymegosztási egyezményeket kötött az American Airlines és az Air Tanzania légitársaságokkal. Ebben az időben nonstop járatok működtek Bangkokba és Szingapúrba; ez utóbbit 1996-ban megszüntették. A South African Airways, az Uganda Airlines és az Air Tanzania közösen létrehozott egy légitársaságot 1994-ben, Alliance Air néven. A légitársaság négy különböző nyelven köszöntötte utasait a belföldi járatokon: angolul, zulu, afrikaans és szotho nyelven, míg a nemzetközi járatok utasait az adott járat célállomásának a nyelvén is üdvözölték.
1994. április 24-én kezdte meg a működését a South African Express, a South African Airways leányvállalata az 1991-ben megkezdett hároméves előkészítő folyamatot követően, amikor is a regionális légitársaság megkapta a működési engedélyét. A légitársaság eredetileg 20%-os részesedéssel rendelkezett a South African Expressben (az Alliance Air Holdings 51%-kal, az South African Enterprises 24,9%-kal és az Abyss Investments 4,1%-kal). A South African Express átvette a South African Airways néhány alacsony forgalmú belföldi útvonalát.
1995-ben a Lufthansa egy helymegosztási megállapodást kötött az vállalattal, és a South African Airways megbízta a Diefenbach Elkins és a Herdbuoys céget, hogy irányítsa az arculatváltását a légitársaságnak. A South African Airways Voyager és az American Airlines AAdvantage törzsutasklubja egyesült.
1996 áprilisában a légitársaság 11 100 embert foglalkoztatott, akik közül 3100 mérnök volt. A légitársaság 48 repülőgépet üzemeltetett, és 34 célállomást szolgált ki fokvárosi, durbani és johannesburgi csomópontjairól.

### Arculatváltás: 1997–2005

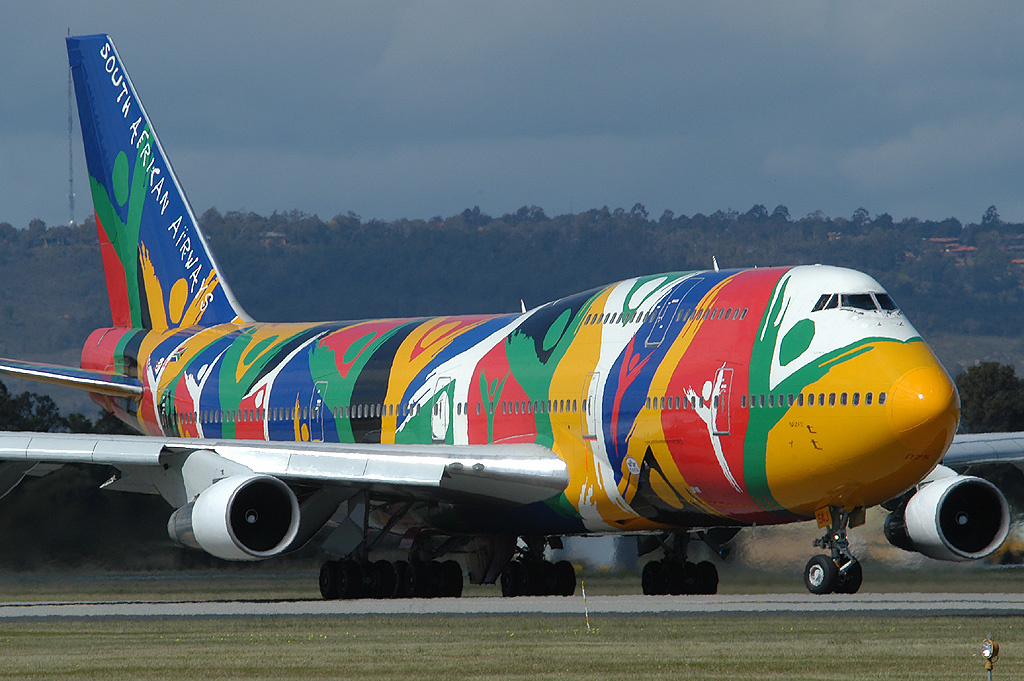
A Ndizani becenevű Boeing 747-300-as repülőgép a Perthi nemzetközi repülőtéren 2003-ban

1997-ben a légitársaság lecserélte a vándorantilopot ábrázoló emblémáját és a narancssárga, fehér és kék színekből álló arculatát egy, az új nemzeti zászlón alapuló, napmotívummal díszített festéssel váltotta fel. A légitársaság repülőgépein a Suid-Afrikaanse Lugdiens név volt látható. Nelson Mandela szabadon bocsátását követő új többfajú nemzet szimbólumaként a South African Airways az egyik Boeing 747-300-asát, a Ndizani nevű repülőgépet élénk színekkel többszínűre festették. Ez a különleges festésű 747-300-as szállította a dél-afrikai sportolókat az 1996-os atlantai nyári olimpiára. A vállalat elkezdte a jegyeit értékesíteni online, és szövetséget kötött az Airlink és a South African Express légitársaságokkal.
A légitársaság 1998-ban megszüntette a koppenhágai járatát. A cég új vezérigazgatója Coleman Andrews lett. Az amerikai vezérigazgató érkezése a légitársaság átfogó és ellentmondásos átalakítását hozta magával, megváltoztatva a South African Airways vezetését. A Transnet azért vette fel Andrews urat, hogy megoldást találjon a csökkenő utasszám problémájára, amelyet a Transnet piackutatása szerint a "rendszeres késések, a barátságtalan és minimálisan kiképzett személyzet, a rossz étkeztetés és a versenytársaknál 12-25%-kal magasabb viteldíjak" okoztak. Az évtized elején neki tulajdonították a World Airways megmentését a csőd széléről. A vezetésének első 18 hónapja alatt a South African Airways piaci értéke megötszöröződött.
1999 júniusában a Transnet egy eladási megállapodást kötött a Swissairrel, amelyben a Transnet eladta a South African Airwaysben lévő részesedésének 20%-át a Swissairnek 1,4 milliárd randért, és egy opciót is tartalmazott további 10% eladására és átruházására a Swissairnek, így a részesedése 30%-ra nőtt. 2002-ben a dél-afrikai kormány visszavásárolta a részesedését.
A Swissair költséges felvásárlásai, hogy részesedést szerezzen a South African Airwaysben és számos más nagy nemzetközi légitársaságban közvetlenül a saját csődjéhez vezetett, 2002. április 1-jén.
2000-ben a légitársaság 21 darab Boeing 737-800-ast rendelt, állítólag 680 millió dollárnyi értékben. A 737-eseket rövid távú útvonalakon vetették volna be, az Airbus A300-asok és A320-asok helyett.

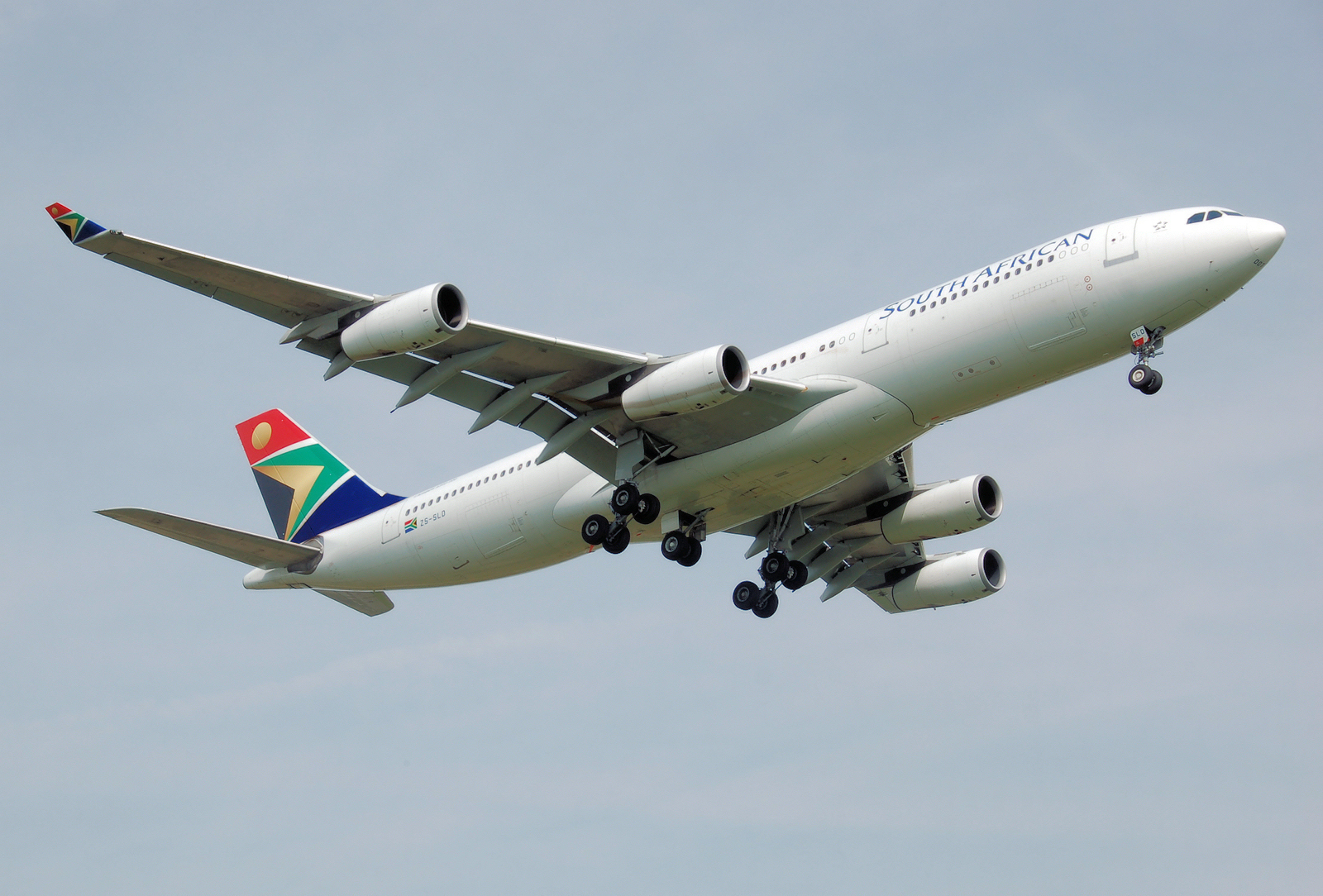
A South African Airways egyik Airbus A340-200-as repülőgépe landolás közben a London-Heathrow-i repülőtéren.

A 737-es megrendelést 2002-ben egy Airbus megrendelés követte. Andre Viljoen vezérigazgató irányítása alatt a South African Airways 2002 márciusában, kihasználva a Boeing és az Airbus rendelésállományának visszaesését, 3,5 milliárd dollárnyi értékben megbízta az Airbus-t a flottája felújításával. A légiközlekedési ágazat az Egyesült Államokban elkövetett 2001. szeptember 11-ei merényletek után megingott, ami az új repülőgépek megrendeléseinek elhalasztásához vagy teljes törléséhez vezetett. A vállalat a vevőpiacon volt, és a Swissair megszűnése, amely az Airbus A340-600-asainak az átadása előtt állt, hozzájárult ahhoz, hogy az Airbus megkötötte a légitársasággal a megállapodást. Ez egy nagyobb megrendelés része volt, amely 11 db A319-es, 15 db A320-as, kilenc A340-600-as és hat A340-300-as típusú repülőgépre vonatkozott. Az A340-600-as repülőgépek közül három az International Lease Finance Corporation-től (ILFC) érkezett. Az új Airbus A319-esek az elöregedő Boeing 737-200-as flottát váltották fel, de a Boeing 737-800-asok továbbra is szolgálatban maradtak, mivel a légitársaság még az Airbus A320-as repülőgépek leszállítása előtt lemondta a megrendelését.
Még abban az évben a South African Airways sikeres ajánlatot tett az Air Tanzania 49%-os tulajdonrészére. A lépés rávilágított a vállalat azon szándékára, hogy terjeszkedjen Kelet-Afrikában. Az ajánlat értéke 20 millió dollár volt, és ez volt a cég első alkalma, hogy egy külföldi légitársaságot felvásárolt. Az egyesülés 2006-ban meghiúsult, amikor a légitársaság új vezetése úgy érezte, hogy a megállapodás nem vezetett semmilyen eredményre.
2000. február 1-jén a South African Airways és a Delta Air Lines megkezdte a közös üzemeltetését a South African Airways által működtetett, Atlantából Johannesburgba tartó nonstop Boeing 747-400-as járatának. A visszaúton a floridai Fort Lauderdale-Hollywood nemzetközi repülőtéren egy kitérőt kell tenni, a O. R. Tambo nemzetközi repülőtér nagy magassága miatt.
2001-ben a South African Airways nyerte el az Air Cargo News által a legjobb afrikai teherszállító légitársaságnak járó díjat (annak ellenére, hogy a South African elsősorban utasszállító légitársaság). A South African Airways egy helymegosztási megállapodást kötött a Nigeria Airways légitársasággal, hogy a South African Airways a Boeing 747-es repülőgépeivel az Egyesült Államokból Lagosba üzemeltessen járatot. A légitársaság felkerült a Zagat Survey tíz legjobb nemzetközi légitársaságának a listájára, új honlapot nyitott, és Andre Viljoent nevezte ki vezérigazgatónak.
2004 márciusában a South African Airways bejelentette a Star Alliance-hoz való csatlakozási kérelmét. A légiszövetség júniusban fogadta el kérelmét, és a légitársaság 2006 áprilisában teljes jogú tagként csatlakozott.
2004 júliusában Andre Viljoen lemondott a cég vezérigazgatói tisztségéről. 2004 augusztusában Khaya Ngqulát nevezték ki a vállalat vezérigazgatójává. Ugyanebben a hónapban nevezték ki a légitársaság új elnökét, Jakes Gerwel professzort.
2005-ben a South African Airways lett az első nem szaúd-arábiai légitársaság, amely közvetlen járatot indított a Medinába a mekkai zarándoklatra.
2005 júliusában a légitársaság heti négyszeri járatot indított Johannesburg-Accra-Washington D.C. között egy Boeing 747-400-as repülőgéppel. 2006 júliusában már mindennap indítottak egy járatot az útvonalon és a 747-400-as gépet egy Airbus A340-600-as váltotta fel. Mivel a légitársaság nem tudott jogot szerezni a Ghána és az Egyesült Államok közötti járatokra, Dakar váltotta fel Accrát, mint köztes megállóhelyet. 2010-ben a vállalat nyugdíjazta az utolsó Boeing 747-400-as repülőgépét is.

### Átszervezés és a Star Alliance: 2006–2011

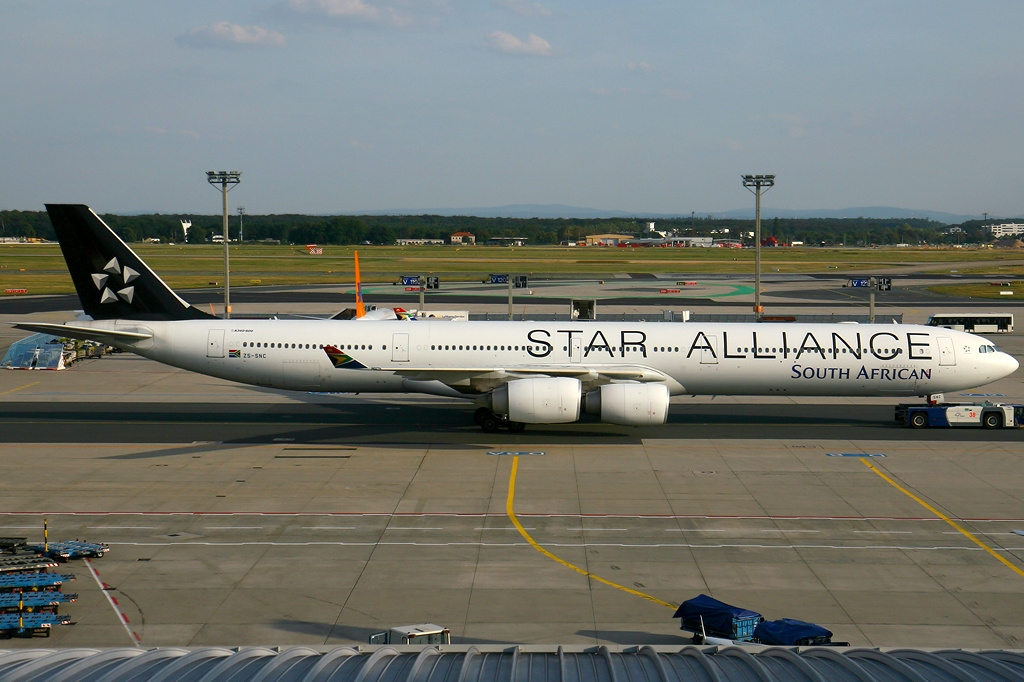
A South African Airways Airbus A340-600-as repülőgépe a Star Alliance arculatában

2006. június 6-án a South African Airways és a Delta Air Lines közötti helymegosztási megállapodás megszűnt, mivel a légitársaságok rivális szövetségekben (Star Alliance, illetve SkyTeam) voltak tagok.
A dél-afrikai kormány tervei a South African Airways és anyavállalata, a Transnet és a légitársaság szétválasztását kívánták elérni. A határidőt 2005-ről 2006. március 31-re tették át.
A South African Airways 2006. április 10-én csatlakozott a Star Alliance légiszövetséghez, és ezzel az első afrikai légitársaság lett, amely csatlakozott a Star Alliance-hez. Az alkalom megünneplésére és a belépés feltételeként egy Airbus A340-600-as és egy Boeing 737-800-as repülőgépet átfestettek a Star Alliance arculatára. A South African Airways 53 követelményt teljesített a csatlakozási folyamat során.
2007 májusában a vállalat egy 18 hónapos átfogó átszervezési programot indított, amelynek célja a légitársaság nyereségessé tétele volt. Khaya Ngqula akkori vezérigazgató szerint ez nagyrészt a "versenyképtelen birtoklási és lízingköltségek, a túl sok alkalmazott és az üzemanyagárak ingadozása" miatt következett be. A program a következőket foglalta magában: a légitársaság üzletágainak hét leányvállalatba történő szétválasztása lehetővé téve ezáltal, hogy a vállalat a fő tevékenységére, az utas- és teherszállításra koncentrálhasson; a cég Boeing 747-400-as flottájának nyugdíjazása; a nemzetközi útvonalak racionalizálása (a párizsi útvonal megszűnt); a légitársaság vezetőinek 30%-ának elbocsátása, egyéb leépítések mellett. Ezzel a légitársaság várhatóan 2,7 milliárd randot takarít meg. 2009 júniusára 2,5 milliárd randot takarítottak meg.
Két nyugdíjazott Boeing 747-400-ast 2008-ban újra üzembe helyeztek Lagosba, majd 2010-ben Luandába induló járatokra.
2008. június 20-án a Association of Tennis Professionals (ATP) beleegyezett abba, hogy a South African Airways további három és fél évvel meghosszabbíthassa a szervezet szponzorálását. Ez a szerződéshosszabbítás két évnyi együttműködést követett, amelynek során "sikeres partnerség alakult ki a légitársaság és az ATP között". A szerződés értéke 20 millió dollár, és 2012 végéig szólt. Ugyanezen a napon jelentették be, hogy 2009-ben egy új ATP World Tour-tornát rendeznek Dél-Afrikában. 2010-ben a vállalat 4 millió dollárt kért vissza Khaya Ngqula akkori vezérigazgatótól, mert állítólag a pénzt a barátaira költötte, és olyan szervezetekkel és személyekkel kötött üzleteket, amelyekben ő is érdekelt volt. Köztük van az ATP és a profi golfozó Ángel Cabrera.
2010 februárjában a légitársaság Siza Mzimelát nevezte ki vezérigazgatónak, aki az első női vezérigazgatója lett a légitársaságnak. Ő váltotta Khaya Ngqulát, akit rossz vezetéssel vádoltak, ezért kilépett. Mzimela korábban a vállalat belföldi partner légitársaságának, a South African Expressnek volt a vezérigazgatója. 2010. április 1-jén vette át a pozíciót Chris Smyth-től, aki Khaya Ngqula 2009. márciusi távozása óta volt a megbízott vezérigazgató.
2010 végén a vállalat végleg kivonta a forgalomból azt a két Boeing 747-400-ast, amelyeket 2008 végén ideiglenesen újra forgalomba állítottak. Ez a 2009 márciusában véget érő pénzügyi évben 60 millió dollárt takarított meg. A South African Airways két használt Airbus A340-300-ast bérelt az Airbus Financial Services-től (AFS) a 747-esek helyettesítésére.

### Pénzügyi nehézségek és csőd: 2012–2020

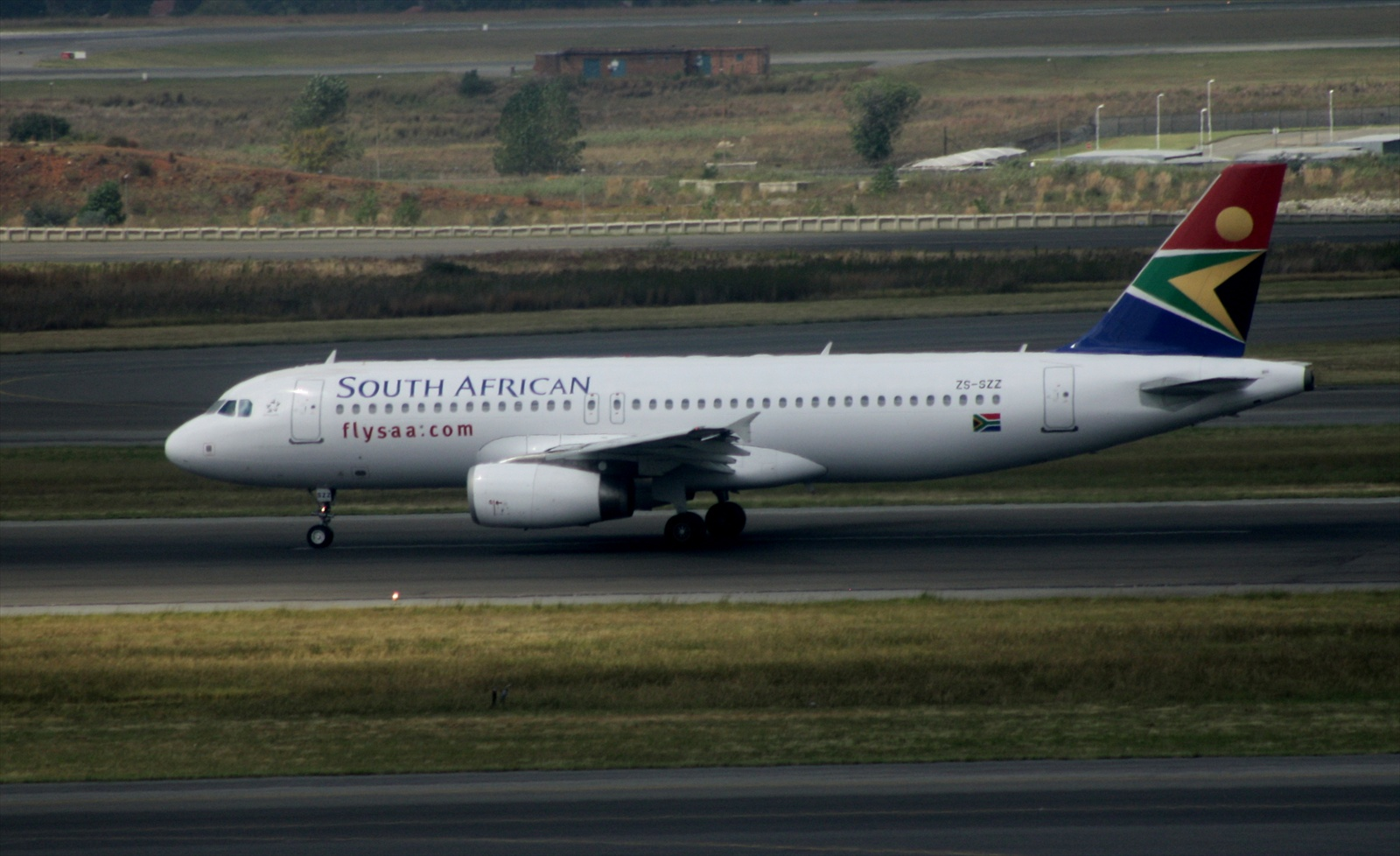
A South African Airways első Airbus A320-200-as repülőgépe 2013-ban

A South African Airways új Airbus A320-200-as repülőgépe 2012. február 24-én teljesítette első járatát Johannesburg és Durban között. 2016 decemberében tizenkét Airbus A320-as volt a flottában. 2012. augusztus 16-án a légitársaság 20 év után megszüntette a Fokváros-London útvonalát a csökkenő utasszám és a növekvő repülőtéri költségek miatt.
A vállalat 2012. január 31-én indította el az első járatát Pekingbe. A cég a Buenos Aires-i járatot 2013-ban szüntette meg, 2015 januárjában pedig a légitársaság bejelentette, hogy megszünteti a pekingi és mumbai járatait is. A Kínába tartó járatokat a Star Alliance partner Air China helyettesítette egy pekingi járattal. 2015 júniusában az akkori vezérigazgató kijelentette, hogy a londoni, a hongkongi, a müncheni, a frankfurti és a perthi hosszútávú útvonalak voltak egyedül nyereségesek, az összes többi veszteséges volt.
2017 szeptemberében a cég elkezdte csökkenteni flottájának a méretét, és a járatainak 23%-át meg kellett szüntetnie. 2017 júniusában a Standard Chartered Bank volt az első bank, amely igényelte a légitársaság hitelének az azonnali visszafizetését. A dél-afrikai kormány 2,2 milliárd randot biztosított az adósság rendezésére. A Citibank volt a második bank, amely elutasította a hitel futamidejének a meghosszabbítását. 2017 szeptemberének végén már további 7,7 milliárd randnyi adósságot kellett volna a légitársaságnak kifizetnie. A dél-afrikai államkincstár 100 milliárd randot kért az állami nyugdíjalapokat felügyelő Public Investment Corporation-től az állami tulajdonú vállalatok, köztük a South African Airways megmentésére.

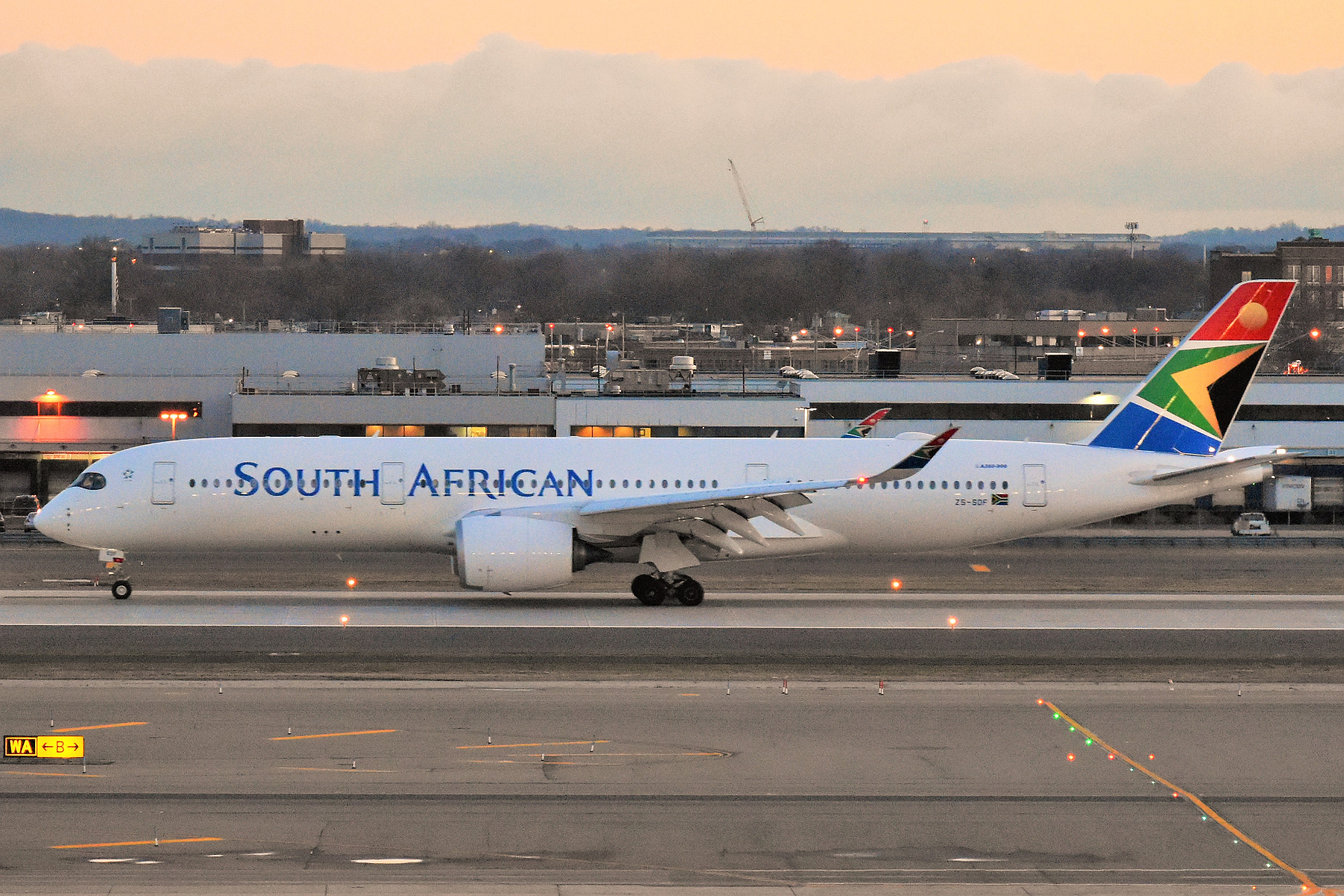
A South African Airways egy Airbus A350-900-as repülőgépe New Yorkban

2019. december 5-én a dél-afrikai kormány bejelentette, hogy a South African Airways csődvédelem alá kerül, mivel a légitársaság 2011 óta nem termelt nyereséget, és elfogyott a pénztartaléka. 2020 januárjában a South African Airways bejelentette, hogy több útvonalat, például a müncheni járatot is felfüggeszti, hogy csökkentse pénzügyi nehézségeit. 2020 februárjában a légitársaság bemutatta az elsőt a négy újonnan bérelt Airbus A350-900-asából, amellyel a veszteséges hosszú távú járatait teljesítő flottáját próbálta modernizálni.
2019. december 5-én a South African Airwayst üzleti szanálás alá vonták. 2019 decemberében Les Matusont és Siviwe Dongwanát szakembereket nevezték ki a légitársaság üzleti megmentéséért felelős vezetőjévé. Az üzleti helyreállítási tervet 2020. február végére várták, majd meghosszabbították és elhalasztották. A végleges tervet még nem mutatták be.
2020 februárjában az ANC volt főtitkára, Ace Magashule kijelentette, hogy amennyiben a szakemberek olyan döntéseket hoznak, amelyek nem tetszenek az ANC-nek, az ANC közbe fog lépni. Jacques Jonker közgazdász, aki akkoriban a Free Market Foundation munkatársa volt, bírálta Magashule-t, rámutatva, hogy a 2008-as vállalati törvény értelmében a szakemberek a bíróság tisztviselői, és hogy az ANC-nek törvénytelen lenne beavatkoznia a vállalat megmentésének a folyamatába. Amikor Pravin Gordhan állami vállalatokért felelős miniszter később megpróbálta igazolni azt a felfogást, hogy a vállalkozásmentő szakemberek neki és nem a bíróságnak tartoznak elszámolással, Jonker rámutatott, hogy ez a tényállás alkotmányellenes lenne.
2020 áprilisában, miután a a légitársaság a Covid-19 világjárvány miatt további sürgősségi finanszírozást kért, a dél-afrikai kormány bejelentette, hogy azonnali hatállyal leállítja a légitársaság finanszírozását. A légitársaság ezután bejelentette, hogy a hónap végéig az összes megmaradt alkalmazottját elbocsátja, ami azt a félelmet keltette, hogy a légitársaság a felszámolás szélére került.
2020. május 1-jén a South African Airways összes alkalmazottja fizetés nélküli szabadságon volt, beleértve azokat is, akik szolgálatra jelentkeznek, a fennmaradó 4 708 munkavállaló esetében. A jelentéstervezetben bemutatott, nem ellenőrzött pénzügyi kimutatások szerint a vállalat az elmúlt 3 évben csaknem 16 milliárd randnyi veszteséget termelt. A South African Airways 2004 és 2020 között 50 milliárd rand állami támogatást kapott.
2020. május 2-án a dél-afrikai kormány bejelentette, hogy a South African Airways 86 évnyi szolgálat után megszünteti működését, és hogy a korábbi légitársaság maradványaiból egy új nemzeti légitársaságot hoznak létre a Dél-afrikai Köztársaság számára. A felszámolási eljárás május 8-án kezdődött volna, azonban a felszámolók és a munkavállalók közötti jogi vita miatt az eljárás határozatlan időre elmaradt. Júliusban a hitelezők elfogadták a szerkezetátalakítási tervet, így a légitársaság elkerülhette a felszámolást. A légitársaság teljes belföldi hálózatát 2020 decemberére kellett volna visszaállítani.
2020. augusztus 21-én a Department of Public Enterprises (DPE) megbízta a Rand Merchant Bank-ot, hogy segítsen az ország fizetésképtelen nemzeti légitársaságának megvásárlásában érdekelt magánvállalkozásokkal folytatott tárgyalásokban, amelynek legalább 10 milliárd randra van szüksége az újrainduláshoz. Szeptember 30-án a légitársaság bejelentette, hogy felfüggeszti minden tevékenységét, amíg a kulcsfontosságú finanszírozásról nem születik megállapodás.
2020 szeptemberében a South African Airways felfüggesztette az összes járatának üzemeltetését, mivel a szakemberek "gondozás és karbantartás" alá helyezték a légitársaságot, amíg nem sikerül további finanszírozást szerezni.
2020 októberében a dél-afrikai kormány közölte, hogy partnereket keres a légitársaság megmentésére irányuló erőfeszítéseihez. 2020. október 28-án a dél-afrikai kormány 10,5 milliárd randdal segítette ki a légitársaságot a gazdaságélénkítési stratégiájának a végrehajtása érdekében. 2020 folyamán a légitársaság visszaszolgáltatott 4 db Airbus A319-es, mind a 10 db A320-as, mind a 6 db A330-200-as, 4 db A330-300-as, 3 db A340-300-as, 3 db A340-600-as és mind a 4 db új A350-900-as repülőgépet a megfelelő bérbeadóknak. 2020 elején mindkét Boeing 737 Freighter is elhagyta a flottát, ezzel véget ér a légitársaság hosszú múltra visszatekintő teherszállító repülőgép üzemeltetése.
2021 februárjában a dél-afrikai kormány három potenciális befektetővel folytatott tárgyalásokat a légitársaság újjáélesztéséről és a működésének az újraindításáról, jelentősen csökkentett létszámmal. A dél-afrikai államkincstár jelentése szerint a légitársaság 2008 és 2020 között összesen 32 milliárd rand veszteséget könyvelt el (2,1 milliárd dollár). A Mail & Guardian becslése szerint a légitársaság összesen 60 milliárd rand (4 milliárd dollár) állami támogatást kapott.

### Újraindulás: 2021–jelen
2021 júniusában a dél-afrikai kormány lemondott a légitársaságban lévő többségi részesedéséről. A potenciális befektetőkkel folytatott kiterjedt tárgyalások után a Takatso Konzorciumot választották. A konzorcium a légitársaság 51%-át fogja birtokolni, míg a kormány 49%-os részesedést fog fenntartani. A konzorciumban a Harith General Partners és a Global Aviation van benne. A Harith General Partners elnöke Jabulani Moleketi, a Dél-afrikai Köztársaság korábbi pénzügyminiszter-helyettese. A felvásárlást bejelentő beszédében Pravin Gordhan, az állami vállalatokért felelős miniszter elárulta, hogy a South African Airways 3 milliárd randos beruházást kapott az új tulajdonosoktól. Egy 2021. november 26-i interjúban Gordhan megismételte, hogy a dél-afrikai kormány továbbra is arra számít, hogy a folyamatban lévő Covid-19 járvány ellenére a Takatso konzorciummal 2022 elején lezárul a tranzakció.
A légitársaság 2021. szeptember 23-án újraindította a járatait, közel egy év után, járatokat indítva Johannesburgból Fokvárosba, Accrába, Kinshasába, Hararéba, Lusakába és Maputóba.

## A vállalat működése

### Székház

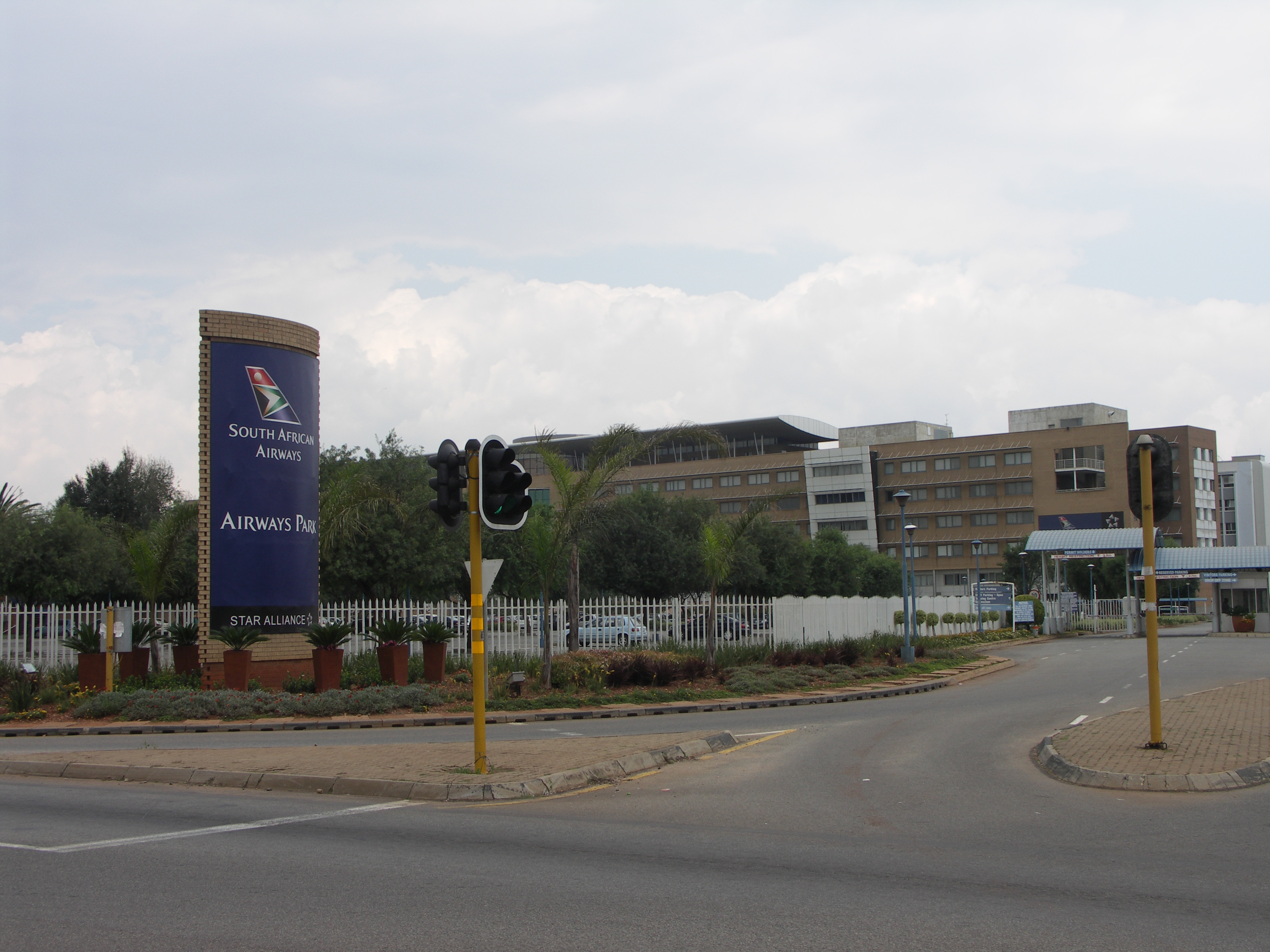
Az South African Airways székháza az Airways Parkban

A South African Airways központja az O. R. Tambo nemzetközi repülőtér területén található Airways Parkban van, Kempton Parkban, Gauteng tartományban. Az épületet a Stauch Vorster Architects tervezte. Az 1997 márciusában 70 millió randért elkészült 27 000 négyzetméteres központi irodaépület három régebbi épülettel van összekötve.
A South African Airways 1935. július 1-jén tette át székhelyét Durbanból a Germistonban található Rand repülőtérre. Mielőtt a légitársaság a jelenlegi helyére költözött, a vállalat székháza a johannesburgi Airways Towers-ben volt.

### Pénzügyi adatok
Az alábbiakban bemutatott adatok a South African Airways csoportra (beleértve az South African Airways-t, a Mango-t, a South African Airways Technical-t és az Air Chefs-t) vonatkoznak, és főként a közzétett éves jelentéseken alapulnak, azonban vannak hiányosságok és némi ellentmondás, főként azért, mert a jelentésekben szereplő információk évről évre változnak, és azért, mert gyakran korrigálják az adatokat. Úgy tűnik, nem hoztak nyilvánosságra számadatokat azóta, hogy a légitársaság 2019 decemberében csődvédelem alá került.
Az alábbiakban a légitársaság elérhető pénzügyi adatai láthatók:
|                                             | 2006   | 2007   | 2008   | 2009   | 2010   | 2011   | 2012   | 2013   | 2014   | 2015   | 2016   | 2017   |
| ------------------------------------------- | ------ | ------ | ------ | ------ | ------ | ------ | ------ | ------ | ------ | ------ | ------ | ------ |
| Bevétel (milliárd randban)                  | 19.4   | 20.6   | 22.2   | 26.3   | 22.2   | 22.6   | 23.9   | 27.1   | 30.3   | 30.1   | 30.4   | 30.7   |
| Működési bevétel (millió randban)           | 414    | −610   | −973   | 334    | 487    | 807    | −1,300 | −991   | −2,307 | −5,163 | −538   | −2,760 |
| Felhalmozott eredmény (millió randban)      | 301    | -      | -      | 779    | -      | 681    | −935   | −1,204 | −2,590 | −5,619 | −1,492 | −5,431 |
| Munkavállalók száma (fő)                    | 11,524 | 10,048 | 8,227  | 7,989  | 8,034  | 10,057 | 11,044 | 11,462 | 11,491 | 11,476 | 10,706 | 10,071 |
| Utasmérföld (millió RPM)                    | 24,488 | 25,920 | 26,131 | 23,328 | 22,413 | 22,661 | 23,217 | 24,880 | 25,606 | 24,523 | 24,234 | 23,740 |
| – South African Airways                     | 24,488 | 25,381 | 24,619 | 21,935 | 21,081 | 21,181 | 21,509 | 22,901 | 23,124 | 21,814 | 21,079 | 20,678 |
| – Mango                                     | -      | 539    | 1,512  | 1,393  | 1,332  | 1,480  | 1,708  | 1,979  | 2,482  | 2,709  | 3,155  | 3,062  |
| Az utasok száma (millió fő)                 | 7.2    | 8.3    | 8.9    | 8.2    | 8.0    | 8.0    | 8.1    | 8.8    | 9.3    | 9.2    | 9.9    | 9.7    |
| – South African Airways                     | 7.2    | 7.7    | 7.4    | 6.9    | 6.7    | 6.6    | 6.5    | 7.0    | 7.1    | 6.7    | 6.9    | 6.8    |
| – Mango                                     | -      | -      | -      | 1.5    | 1.3    | 1.3    | 1.4    | 1.8    | 2.2    | 2.5    | 3.0    | 2.9    |
| Utaskihasználtság (%)                       | 70     | 75     | 76     | 74     | 71     | 70     | 72     | 74     | 75     | 73     | 75     | 75     |
| A szállított áru mennyisége (ezer tonnában) | 185    | 202    | 186    | 138    | 119    | 129    | 142    | 133    | 132    | 131    | 114    | 111    |
| Repülőgépek száma (darab)                   | 75     | -      | 66     | -      | -      | 61     | 59     | 55     | 45     | 55     | 53     | 64     |
| Források                                    |        | [ 83 ] |        |        | [ 84 ] | [ 85 ] |        | [ 86 ] | [ 87 ] | [ 88 ] | [ 89 ] | [ 90 ] |

### Jelképek
A South African Airways "Repülő Springbok" logója volt a légitársaság jelképe az 1934-es megalakulástól 1997-ig. A logót 1997-ben megszüntették a repülőgépek új festésének a javára, de a "Springbok" szó továbbra is a légitársaság rádióhívójele maradt.

### Versenykorlátozó gyakorlatok
2007. június 5-én bejelentették, hogy a légitársaság 55 millió randot fizetett a Dél-afrikai Versenyhivatalnak versenyellenes gyakorlatok, például árrögzítés miatt. Ez a bírság kiegészítette a vállalat által 2006. május 31-én kifizetett 45 millió randos bírságot, amelyet a cég azért fizetett, mert megpróbált megakadályozni utazási irodákat abban, hogy konkurens légitársaságokkal üzleteljenek.
"A Kulula ismét felszólította a kormányt, hogy fejezze be és tartsa be ígéretét... hogy a dél-afrikai adófizetők nem fogják tovább tölteni a kolduló tálat a gyengélkedő állami vállalatoknak". Sok más vállalat, például a Flitestar, a SunAir és a Nationwide Airlines azért ment tönkre, mert nem tudtak versenyezni az államilag finanszírozott South African Airways légitársasággal. "Az iparág állami visszaállamosítása továbbra is rombolja a szabad és tisztességes versenyt". A Kulula szerint "bizarr", hogy a jövedelemadó, az üzemanyagadó, az áfa, az importvámok és más állami illetékek bevételeit egy állami tulajdonú rivális légitársaságnak fizették ki.

### Rasszizmus körüli vita
A légitársaságot rasszizmussal vádolták, amiért faji alapon elutasította azokat a fehér kadétpilótákat, akik megfeleltek a képzettségi és fizikai kritériumoknak. A Beeld című lap újságírói több álkérelem kitöltésével megállapították, hogy az online űrlapot úgy programozták, hogy minden fehér bőrű jelentkezőt elutasítson. A dél-afrikai Solidarity szakszervezet jogi lépéseket tett a South African Airways ellen, aminek eredményeképpen ezt a gyakorlatot megszüntették.
"A South African Airways szokásos felvételi eljárása lehetővé teszi, hogy fehér férfi pilótákat alkalmazzanak, ha és amennyiben van üres pozíció; különösen akkor, ha nincs olyan jelölt, aki korábban hátrányos helyzetű háttérrel rendelkezett volna. Mint minden más dél-afrikai vállalatnak, a légitársaságnak is teljesítenie kell a törvényben előírt átalakítási célokat. Ez azt jelenti, hogy a légitársaságnak a toborzás során biztosítania kell, hogy alkalmazottainak demográfiai összetétele szorosan illeszkedjen az ország egészének demográfiai összetételéhez. Ez összhangban van a foglalkoztatási esélyegyenlőség definíciójával, amely a fehér nőkre is vonatkozik."

### Korrupció körüli vita
Jacob Zuma kormánya idején a légitársaság igazgatótanácsa számos korrupcióval kapcsolatos vitába keveredett. A legjelentősebbek a South African Airways akkori még nem ügyvezető igazgatója és a Zuma által kinevezett Dudu Myeni által elkövetett korrupciós és szabálytalan tevékenységekről szóló vádak voltak, akiket széles körben azzal vádoltak, hogy miattuk a légitársaságnak komoly pénzügyi nehézségei akadtak.

### 2019-es ipari sztrájk
A South African Airways-t a szakszervezetek 2019. november 15-től sztrájkkal sújtották, míg 2019. november 22-én megállapodásra jutottak. A sztrájk a jelentések szerint napi 50 millió randba került a légitársaságnak.

## Úticélok
A South African Airways 8 ország 8 célállomására üzemeltet járatokat Afrikában.

### Helymegosztási egyezmények

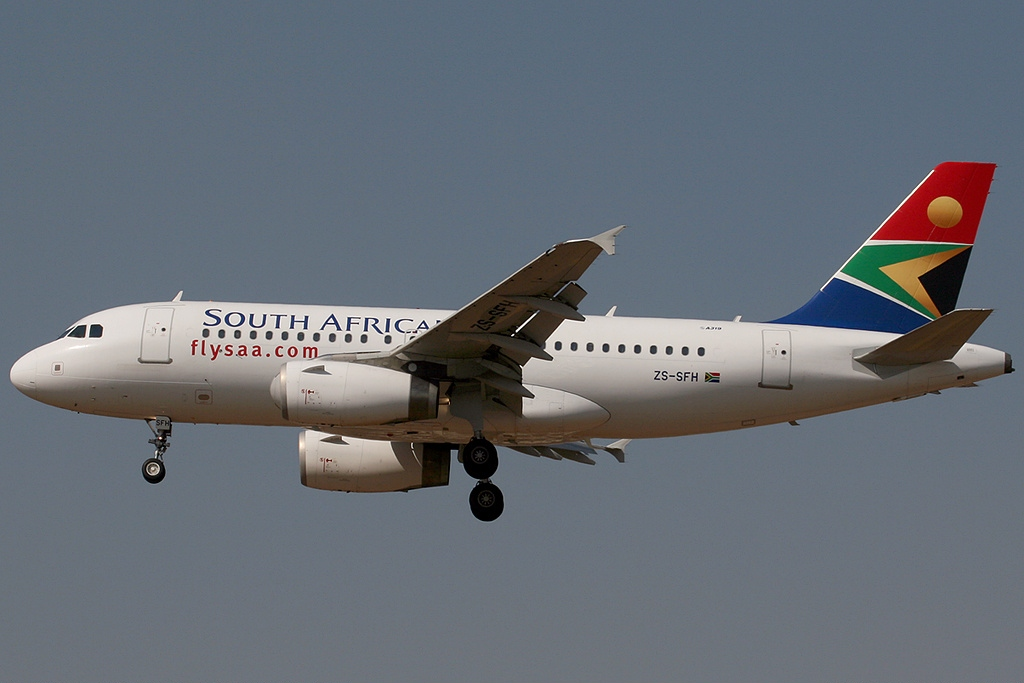
A South African Airways egyik Airbus A319-100-as repülőgépe

A South African Airways a következő légitársaságokkal kötött helymegosztási megállapodást:
| - Africa World Airlines - Air Canada - Air China - Airlink - Air Mauritius - Air New Zealand | - Air Seychelles - All Nippon Airways - Asiana Airlines - EgyptAir - Ethiopian Airlines - JetBlue | - LAM Mozambique Airlines - Lufthansa - Mango - RwandAir - Scandinavian Airlines - Singapore Airlines | - Swiss International Air Lines - TAAG Angola Airlines - TAP Portugal - United Airlines - Virgin Australia |

### Vonalközi egyezmény
A South African Airways a következő légitársaságokkal kötött vonalközi megállapodást:
- Hawaiian Airlines

## Flotta

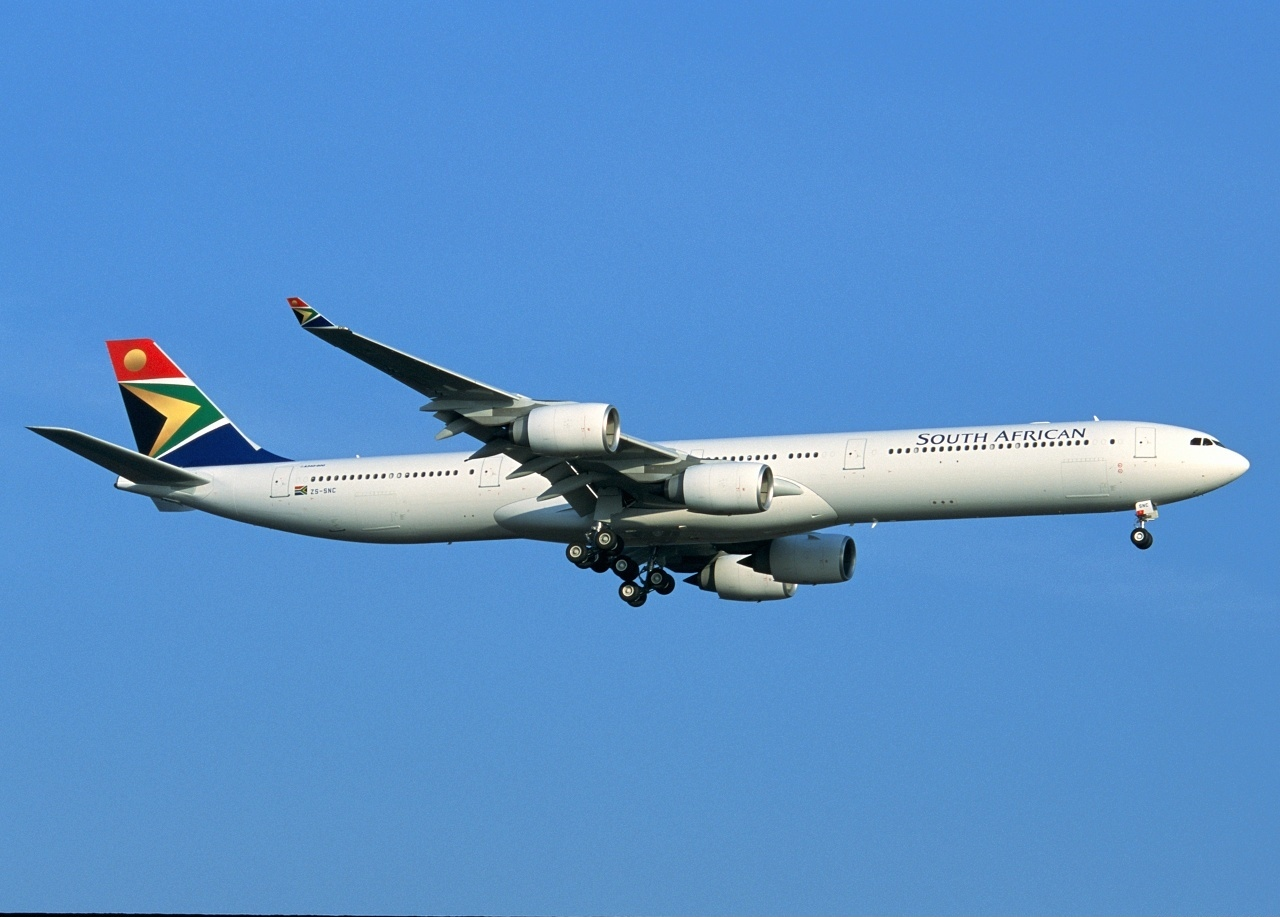
A South African Airways egyik Airbus A340-600-as repülőgépe

### Jelenlegi flotta
2022 februárjában a South African Airways flottája a következő repülőgépekből áll:

### Korábbi flotta
A South African Airways korábban a következő repülőgépeket üzemeltette:

## Szolgáltatások

### Fedélzeti szolgáltatások

#### Üzleti osztály
A South African Airways Airbus A330-200/-300-as repülőgépeinek üzleti osztályú ülései között 185-190 centiméter található, míg az Airbus A340-300/-600-as repülőgépek üzleti osztályú ülései között 185-187 centiméter található és mindkét repülőgéptípuson 2-2-2-es elrendezésben vannak az ülések. Az utasok kapnak egy üdvözlőcsomagot, egy paplant és egy párnát, valamint az ülésekhez egy érintőképernyős monitor tartozik, fedélzeti szórakoztatórendszerrel. A South African Airways a belföldi és a regionális útvonalain Airbus A319-es és Airbus A320-200-as típusú repülőgépeket üzemeltet. A légitársaság Airbus A319-es repülőgépeinek üzleti osztályú ülései 3-2-es elosztásban vannak és az ülések között 91 centiméter található, míg az A320-asok üzleti osztályú ülései 2-2-es elosztásban vannak és 99 centiméter található az ülések között.

#### Turista osztály
A South African Airways A330-as és A340-es repülőgépeinek turistaosztályú ülései 2-4-2-es elrendezésben vannak, és az ülések között 81 centiméter található. Az utasok kapnak egy üdvözlőcsomagot, egy paplant és egy párnát, valamint az ülésekhez egy érintőképernyős monitor tartozik, fedélzeti szórakoztatórendszerrel. Az Airbus A319-es és A320-as repülőgépek turistaosztályú ülései között 79 centiméter található.

### Törzsutasprogram
A Voyager a South African Airways törzsutasprogramja. A légitársasággal szövetségben álló Airlink, South African Express és Eswatini Airlink mellett a programban 32 másik légitársaság és számos más vállalkozás is partner. A Voyager öt szintből áll: Blue, Silver, Gold, Platinum és Lifetime Platinum. A magasabb szint eléréséhez a tagoknak meghatározott járatokon kell repülniük, hogy "Tier Miles" pontokat gyűjtsenek. Ez különbözik az "Base Miles" pontoktól, amelyeket a tagok csak jutalmak megszerzésére használhatnak fel.

## Balesetek és incidensek
- 1937. június 16-án a légitársaság egyik Junkers Ju 52/3m típusú repülőgépe lezuhant, miután felszállás közben kigyulladt a Chief Dawid Stuurman nemzetközi repülőtéren, miután mindkét hajtóműve meghibásodott. A fedélzeten tartózkodók közül egy ember kivételével mindenki túlélte a balesetet. Ez volt a légitársaság első olyan balesete, amelyben utasok sérültek meg.[129]
- 1937. október 16-án a Sir George Grey névre keresztelt Junkers W34 fi repülőgép lezuhant egy postai járat során. A repülőgép javíthatatlanul megsérült.[130]
- 1941. március 28-án a South African Airways egyik Lockheed Model 18 Lodestar típusú repülőgépe lezuhant a dél-afrikai Elands Bay-nél. A fedélzeten tartózkodók közül mindannyian az életüket vesztették a becsapódáskor és a becsapódás utáni tűzben.[131]
- 1948. január 5-én a légitársaság egyik Lockheed Model 18 Lodestar típusú repülőgépe túl későn ért földet a kifutópályán ahhoz, hogy meg tudjon állni a vége előtt, így túlfutott a kifutópályán a Palmietfontein repülőtéren. A futómű leszakadt, a repülőgép törzse pedig javíthatatlanul megrongálódott. Az utasok könnyebben megsérültek, de halálos áldozatok nem voltak.[132]
- 1951. október 15-én a Pardeberg névre keresztelt Douglas DC-3-as amely műszeres meteorológiai körülmények között, Port Elizabethből Durbanba tartott a nyugati KwaZulu-Natal tartományban, Kokstad közelében az Ingeli hegynek csapódott. Tizenhét ember meghalt. A vizsgálóbizottság megállapította, hogy az útvonal mentén a földi rádiónavigációs segédberendezések üzemképtelensége volt a balesethez hozzájáruló egyik fő tényező.[131][133]
- 1952. szeptember 15-én egy Douglas DC-3-as repülőgép javíthatatlanul megsérült, miután megpróbált leszállni a dél-afrikai Carolina kivilágítatlan vidéki repülőterén, mivel a személyzet eltévedt a zambiai Livingstone-ból Johannesburgba tartó járaton. Miután megpróbálták kivárni, hogy a zivatarok elvonuljanak Livingstone közeléből, a személyzet elkezdett felkészülni a leszálláshoz, mivel elfogyott az üzemanyag. A repülőgép rosszul mérte fel a repülőtér magasságát, és a kifutópálya végső megközelítésekor egy sziklának ütközött. A fedélzeten tartózkodók közül senki sem sérült meg.[134]
- 1954. április 8-án a South African Airways 201-es járata, egy de Havilland Comet repülőgép elindult Rómából Kairó és Johannesburg felé. A repülőgép Olaszország partjainál lezuhant és a fedélzeten tartózkodó mind a 21 ember meghalt. A balesetet és a BOAC 781-es járatának szerencsétlenségét a repülőgép tervezési hibája okozta. A repülőgépet a British Overseas Airways Corporation-től bérelték.[135]
- 1960. október 29-én a South African Airways 218-as járata, egy Boeing 707-344A típusú repülőgép futóművek nélkül szállt le az Embakasi repülőtéren, miután a repülőtér első megközelítése során a futómű ütközött a talajjal és megsérült. A balesetben sem az utasok, sem a személyzet nem vesztette életét vagy sérült meg, de a repülőgép hónapokig nem üzemelt, amíg meg nem javították és újra szolgálatba nem állították.[136]
- 1962. március 6-án a South African Airways 512-es járata, egy Douglas DC–3-as repülőgép egy hegyoldalnak csapódott a Seymour közelében, miután a pilóta ragaszkodott ahhoz, hogy a repülést a vizuális repülési szabályok szerint folytassa, miközben alacsony felhőzet alatt repült. A pilóta és az első tiszt meghalt, de az utasok és a kabin személyzet túlélte.[131][137]
- 1962. június 30-án egy Douglas DC–4-es repülőgép a levegőben összeütközött egy katonai Harvard kiképző repülőgéppel a durbani repülőtér közelében. A katonai repülőgép lezuhant, de a személyzetnek sikerült leszállnia az utasszállítóval anélkül, hogy az utasok vagy a személyzet megsérült volna, annak ellenére, hogy a repülőgép a függőleges stabilizátor nagy részét elvesztette. A repülőgép volt az utolsó legyártott DC–4-es, amelyet megjavítottak és újra szolgálatba állítottak. Jelenleg a South African Airways Museum Society tulajdonában van, és még mindig repülőképes.[138]
- 1967. március 13-án a South African Airways 406-os járata, egy Vickers Viscount 818 típusú repülőgép rossz időjárási körülmények között a tengerbe zuhant Kayser's Beach közelében, miközben East London felé tartott. A fedélzeten tartózkodó mind a huszonöt személy elhunyt.[131] A balesetvizsgáló testület megállapította: "A rendelkezésre álló adatok nem elegendőek ahhoz, hogy a baleset okát bármilyen valószínűséggel meg lehessen határozni". A testület azonban nem tudta kizárni annak a lehetőségét, hogy a pilóta szívrohamot kapott, ami a repülőgép irányíthatóságának elvesztéséhez vezetett.[139]
- 1968. április 20-án a South African Airways 228-as járata, egy hathetes Boeing 707-344C típusú repülőgép Windhoek közelében lezuhant. A személyzet a Boeing 707-B típusú repülőgéphez tartozó fékszárny-visszahúzási szekvenciát használt, amely a repülés adott szakaszában a kívánatosnál nagyobb mértékben húzta vissza a fékszárnyakat, ami pedig a felhajtóerő elvesztéséhez vezetett 180 méteres magasságban. Az ezt követő gyors süllyedést a személyzet nem vette észre, ami miatt a repülőgép a földbe csapódott; 123 ember vesztette életét.[131][140]

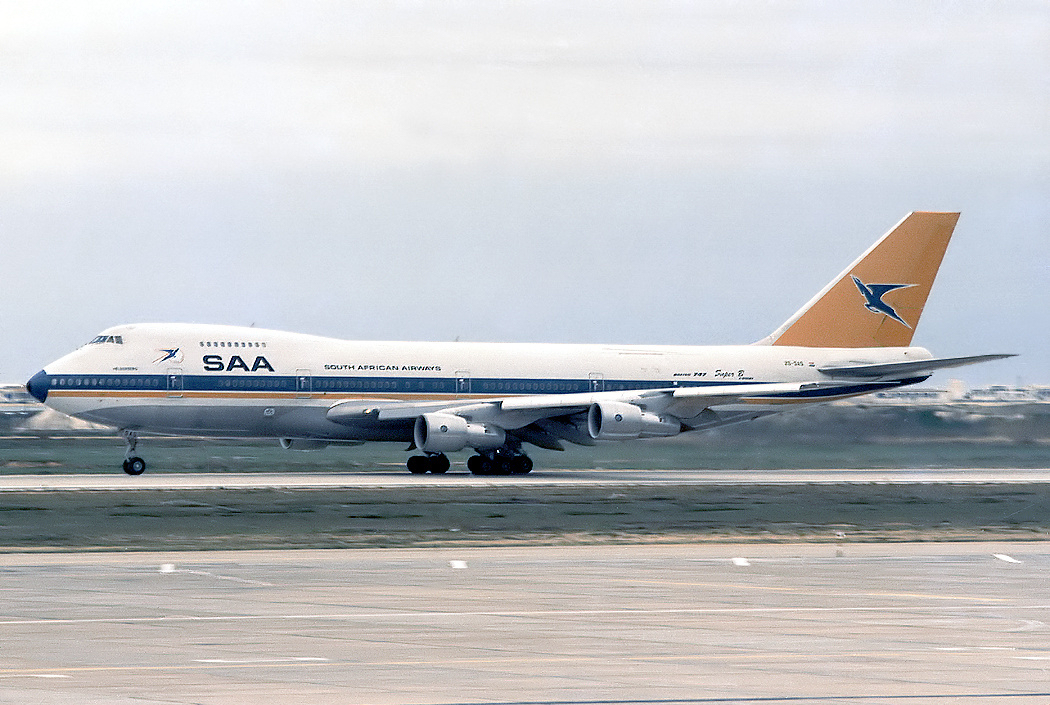
Ez a Boeing 747-es repülőgép zuhant a South African Airways 295-ös járataként. A kép 1986-ban készült.

- 1972. május 24-én került sor a légitársaság egyetlen sikeres gépeltérítésére; egy Boeing 727-100-as repülőgép a rodéziai Salisburyből (ma Harare, Zimbabwe) Johannesburgba tartott, amikor két libanoni állampolgárságú személy, Kamil és Yagi úgy vette át a repülőgép irányítását, hogy dinamitrudakat pakoltak a fedélzeti csomagtartókba. Pisztollyal voltak felfegyverkezve. Arra kényszerítették a pilótát, Blake Flemington kapitányt, hogy térjen vissza Salisburybe. Ott leszálltak és újratankoltak, miközben 12 túsz maradt a fedélzeten. A kapitány elhitette velük, hogy a Seychelle-szigetek felé tartanak, miközben ő valójában a malawi Blantyre felé tartott. Leszállás után az utasok a szürkületet kihasználva bejutottak a pilótafülkébe, ahol a vészkijárati kötélen lemásztak. Mire a gépeltérítők erre rájöttek, már csak a kapitány, egy utas és egy légiutaskísérő, Dirk Nel maradt a gépen. A két gépeltérítő ekkor elkezdett küzdeni egymással a dinamit gyújtózsinórjának a birtoklásáért. Az ezt követő káoszban a három túsz elmenekült, a két gépeltérítő pedig a fedélzeten maradt. A malawi biztonsági erők tagjai lőni kezdtek, erre pedig a két férfi megadta magát. Két évre börtönbe kerültek azzal a váddal, hogy be nem jelentett lőfegyvert vittek Ez a Boeing 747-es repülőgép zuhant a South African Airways 295-ös járataként. A kép 1986-ban készült.magukkal a repülőgép fedélzetére. Egy év letöltése után szabadlábra helyezték őket.[141]
- 1987. november 28-án a South African Airways 295-ös járata, egy Boeing 747-244B Combi, Tajpejből Mauritiuson keresztül Johannesburgba tartó útja során az Indiai-óceánba zuhant, miután tűz ütött ki a fő raktérben. A tűz oka nem tisztázott, és számos összeesküvés-elmélet kering a baleset körül (főleg a dél-afrikai kormány által akkoriban gyártott nukleáris fegyverekkel kapcsolatban). A fedélzeten tartózkodó mind a 159 ember életét vesztette.[131][142]
- 2006. június 17-én a South African Airways 322-es járata, egy Fokvárosból Johannesburgba tartó Boeing 737-800-as repülőgépen egy 21 éves zimbabwei személy túszul ejtett egy légiutaskísérőt, azért hogy bejuthasson a pilótafülkébe és a repülőgépet eltérítse a mozambiki Maputóba. A gépeltérítőt még az utastérben elkábították. A pilóták a biztonsági kamerán keresztül figyelték az eseményeket, és a repülőgép biztonságosan visszatért Fokvárosba, ahol egy rendőri kommandó megrohamozta a repülőgépet, és letartóztatták a gyanúsítottat.[143]

## Fordítás
Ez a szócikk részben vagy egészben  a   South African Airways című angol Wikipédia-szócikk ezen változatának fordításán alapul.  Az eredeti cikk szerkesztőit annak laptörténete sorolja fel. Ez a jelzés csupán a megfogalmazás eredetét és a szerzői jogokat jelzi, nem szolgál a cikkben szereplő információk forrásmegjelöléseként.